# Prenocephale
Prenocephale Maryanska & Osmolska, 1974 era un genere di dinosauri pachicefalosauri vissuti nel Cretaceo superiore (dal Campaniano fino al Maastrichtiano, 84,9-70,6 milioni di anni fa). Questo animale condivideva il suo habitat con l'altrettanto simile Homalocephale calathocercos, che secondo alcuni paleontologi rappresenterebbe la forma giovanile di Prenocephale. Tuttavia, a differenza dell'Homalocephale che possedeva un cranio appiattito, il Prenocephale possedeva un cranio rotondo e spiovente. Ai lati della "cupola" il cranio presentava una serie di spine e tubercoli ossei, forse usati come ornamenti quando l'animale era in vita. Questo animale visse in quella che oggi è l'attuale Mongolia. Fossili di specie simili sono stati ritrovati anche in Colorado e nel Nuovo Messico, all'interno della formazione Kirtland.

## Descrizione

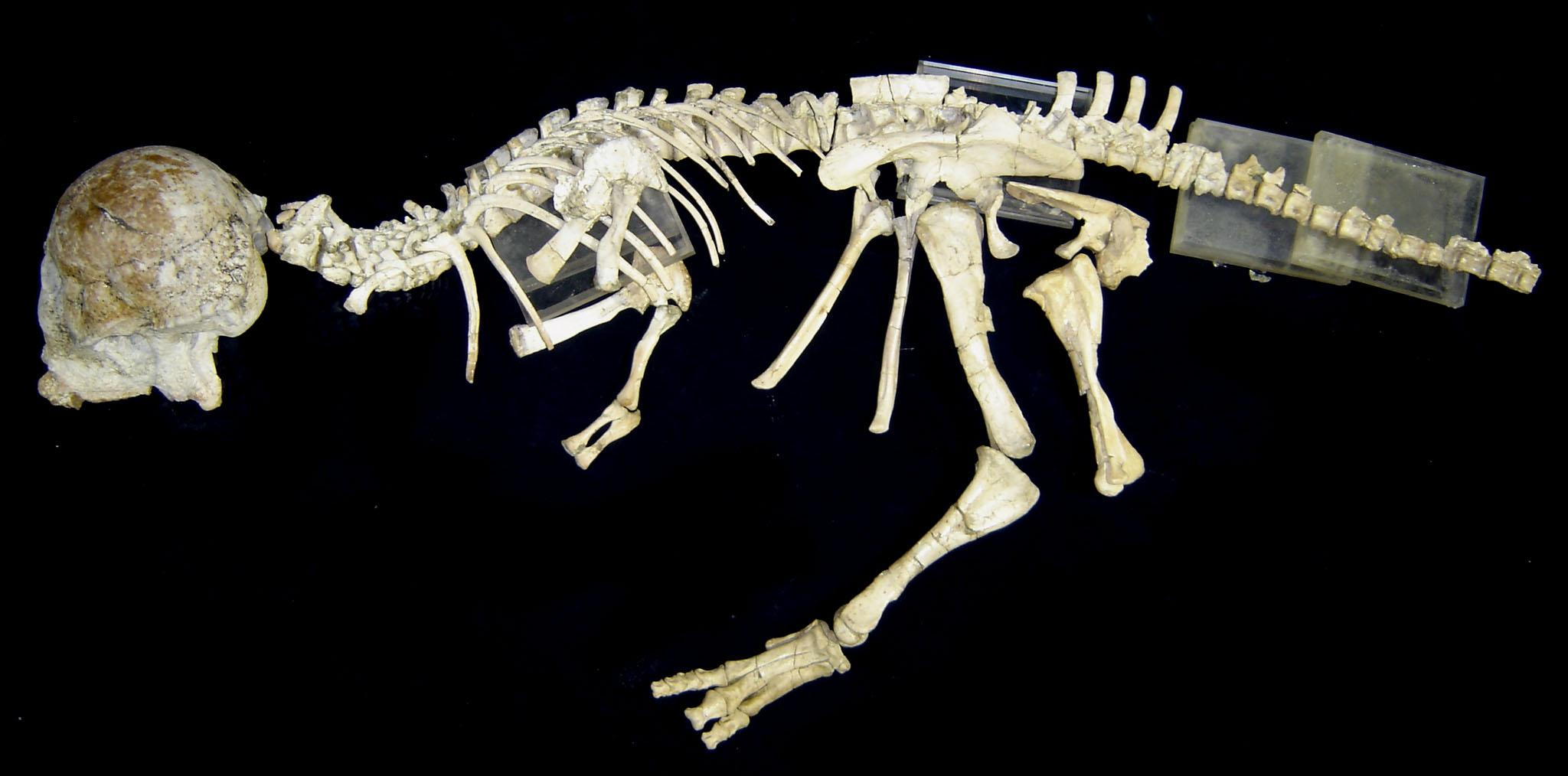
Scheletro di Prenocephale

Come altri generi di pachicefalosauri, anche il Prenocephale è conosciuto solo per un cranio completo e poche ossa del corpo. Per questo motivo, di solito le ricostruzioni di questo animale sono molto simile a quelle di animali affini, come Pachycephalosaurus: il corpo, infatti, era corto e robusto con collo taurino, braccia corte e zampe posteriori lunghe e muscolose adatte alla corsa.
Il capo di questo dinosauro era sormontato da una cupola bulbosa, la cui base era circondata da una serie di spine e tubercoli ossei. È probabile che le femmine avessero crani più piccoli, dalle ossa più sottili, proprio come accade oggi nelle femmine del bighorn, che hanno corna meno sviluppate di quelle dei maschi. Come gli altri pachicefalosauri, anche il Prenocephale aveva grandi occhi e un fine olfatto.

## Dieta

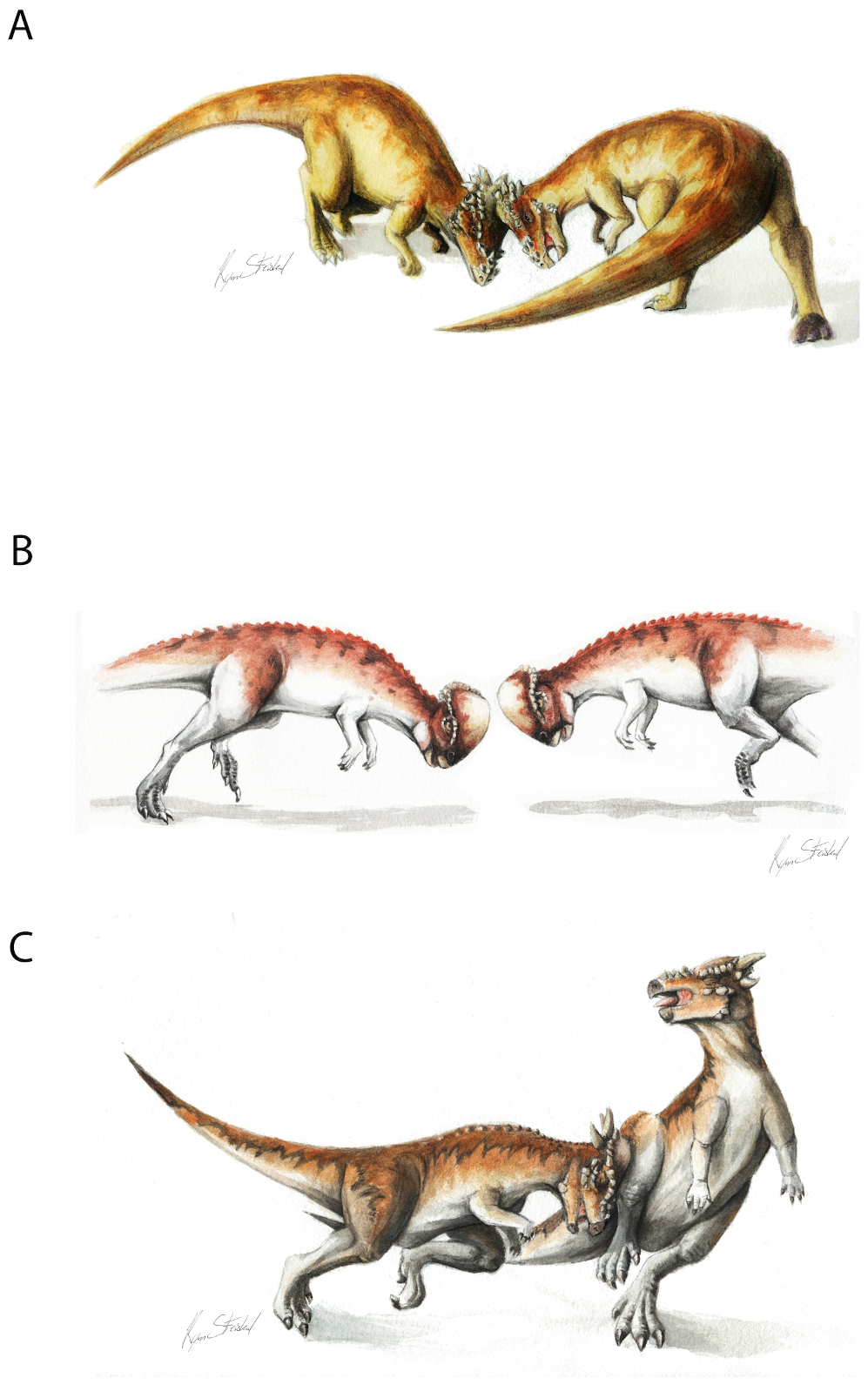
B: Ipotetica ricostruzione di P. prenes

Come per la maggior parte dei pachycephalosauri, gli scienziati non sono ancora riusciti a stabilire con certezza cosa mangiassero questi animali. Tuttavia la presenza di denti all'interno della premascella, riscontrati anche nell'affine Stegoceras validum, potrebbero indicare una dieta più variegata. Alcuni scienziati pensano che questi animali potessero avere una dieta onnivora, mangiando sia piante sia insetti. Tuttavia, la maggior parte degli esperti concordano sul fatto che Prenocephale (e quindi anche gli altri pachycephalosauri) si cibavano principalmente di foglie e frutti.

## Classificazione

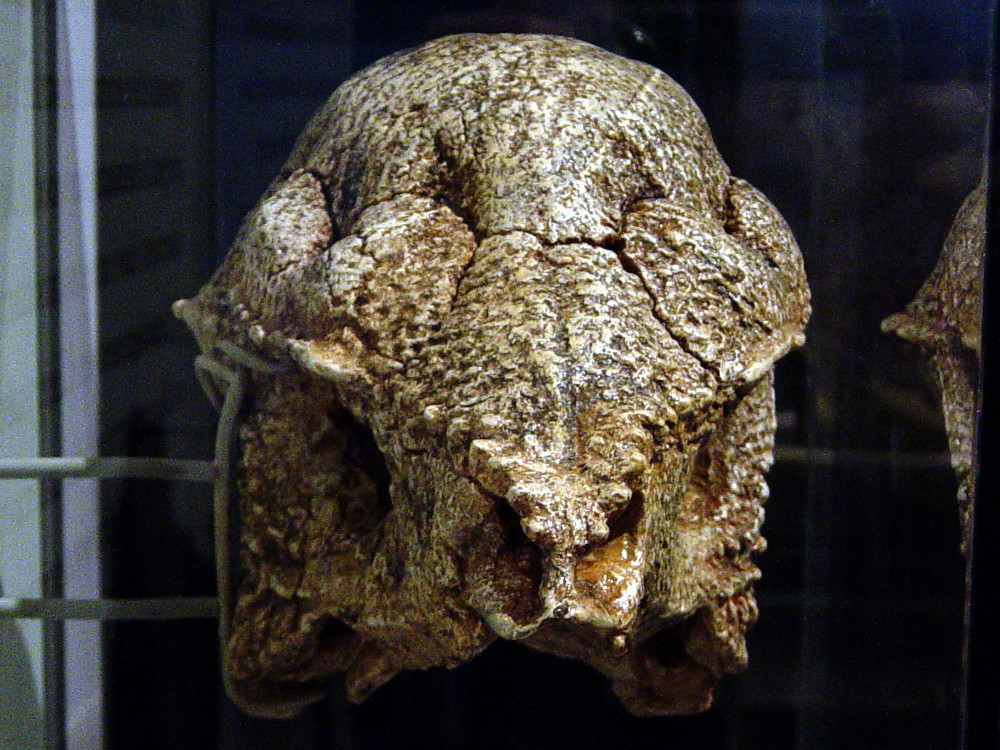
Vista frontale del cranio

Il Prenocephale faceva parte del clade dei Pachycephalosauria, una grande clade di dinosauri erbivori/onnivori, vissuti nel tardo Cretaceo.
Di seguito è riportato un cladogramma ideato da Evans et al., 2013.
|  | Colepiocephale lambei    |
|  |                          |
|  | Hanssuesia sternbergi    |
|  |                          |
|  | Stegoceras novomexicanum |
|  |                          |
|  | Stegoceras validum       |
|  |                          |

|  | Acrotholus audeti   |
|  |                     |
|  | Prenocephale prenes |
|  |                     |

|  | Alaskacephale gangloffi         |
|  |                                 |
|  | Pachycephalosaurus wyomingensis |
|  |                                 |

|  | Sphaerotholus buchholtzae |
|  |                           |
|  | Sphaerotholus goodwini    |
|  |                           |

|  | Alaskacephale gangloffi         |
|  |                                 |
|  | Pachycephalosaurus wyomingensis |
|  |                                 |

|  | Sphaerotholus buchholtzae |
|  |                           |
|  | Sphaerotholus goodwini    |
|  |                           |

|  | Acrotholus audeti   |
|  |                     |
|  | Prenocephale prenes |
|  |                     |

|  | Alaskacephale gangloffi         |
|  |                                 |
|  | Pachycephalosaurus wyomingensis |
|  |                                 |

|  | Sphaerotholus buchholtzae |
|  |                           |
|  | Sphaerotholus goodwini    |
|  |                           |

|  | Alaskacephale gangloffi         |
|  |                                 |
|  | Pachycephalosaurus wyomingensis |
|  |                                 |

|  | Sphaerotholus buchholtzae |
|  |                           |
|  | Sphaerotholus goodwini    |
|  |                           |

|  | Acrotholus audeti   |
|  |                     |
|  | Prenocephale prenes |
|  |                     |

|  | Alaskacephale gangloffi         |
|  |                                 |
|  | Pachycephalosaurus wyomingensis |
|  |                                 |

|  | Sphaerotholus buchholtzae |
|  |                           |
|  | Sphaerotholus goodwini    |
|  |                           |

|  | Alaskacephale gangloffi         |
|  |                                 |
|  | Pachycephalosaurus wyomingensis |
|  |                                 |

|  | Sphaerotholus buchholtzae |
|  |                           |
|  | Sphaerotholus goodwini    |
|  |                           |

|  | Acrotholus audeti   |
|  |                     |
|  | Prenocephale prenes |
|  |                     |

|  | Alaskacephale gangloffi         |
|  |                                 |
|  | Pachycephalosaurus wyomingensis |
|  |                                 |

|  | Sphaerotholus buchholtzae |
|  |                           |
|  | Sphaerotholus goodwini    |
|  |                           |

|  | Alaskacephale gangloffi         |
|  |                                 |
|  | Pachycephalosaurus wyomingensis |
|  |                                 |

|  | Sphaerotholus buchholtzae |
|  |                           |
|  | Sphaerotholus goodwini    |
|  |                           |

|  | Acrotholus audeti   |
|  |                     |
|  | Prenocephale prenes |
|  |                     |

|  | Alaskacephale gangloffi         |
|  |                                 |
|  | Pachycephalosaurus wyomingensis |
|  |                                 |

|  | Sphaerotholus buchholtzae |
|  |                           |
|  | Sphaerotholus goodwini    |
|  |                           |

|  | Alaskacephale gangloffi         |
|  |                                 |
|  | Pachycephalosaurus wyomingensis |
|  |                                 |

|  | Sphaerotholus buchholtzae |
|  |                           |
|  | Sphaerotholus goodwini    |
|  |                           |

|  | Acrotholus audeti   |
|  |                     |
|  | Prenocephale prenes |
|  |                     |

|  | Alaskacephale gangloffi         |
|  |                                 |
|  | Pachycephalosaurus wyomingensis |
|  |                                 |

|  | Sphaerotholus buchholtzae |
|  |                           |
|  | Sphaerotholus goodwini    |
|  |                           |

|  | Alaskacephale gangloffi         |
|  |                                 |
|  | Pachycephalosaurus wyomingensis |
|  |                                 |

|  | Sphaerotholus buchholtzae |
|  |                           |
|  | Sphaerotholus goodwini    |
|  |                           |

|  | Acrotholus audeti   |
|  |                     |
|  | Prenocephale prenes |
|  |                     |

|  | Alaskacephale gangloffi         |
|  |                                 |
|  | Pachycephalosaurus wyomingensis |
|  |                                 |

|  | Sphaerotholus buchholtzae |
|  |                           |
|  | Sphaerotholus goodwini    |
|  |                           |

|  | Alaskacephale gangloffi         |
|  |                                 |
|  | Pachycephalosaurus wyomingensis |
|  |                                 |

|  | Sphaerotholus buchholtzae |
|  |                           |
|  | Sphaerotholus goodwini    |
|  |                           |

|  | Acrotholus audeti   |
|  |                     |
|  | Prenocephale prenes |
|  |                     |

|  | Alaskacephale gangloffi         |
|  |                                 |
|  | Pachycephalosaurus wyomingensis |
|  |                                 |

|  | Sphaerotholus buchholtzae |
|  |                           |
|  | Sphaerotholus goodwini    |
|  |                           |

|  | Alaskacephale gangloffi         |
|  |                                 |
|  | Pachycephalosaurus wyomingensis |
|  |                                 |

|  | Sphaerotholus buchholtzae |
|  |                           |
|  | Sphaerotholus goodwini    |
|  |                           |

|  | Acrotholus audeti   |
|  |                     |
|  | Prenocephale prenes |
|  |                     |

|  | Alaskacephale gangloffi         |
|  |                                 |
|  | Pachycephalosaurus wyomingensis |
|  |                                 |

|  | Sphaerotholus buchholtzae |
|  |                           |
|  | Sphaerotholus goodwini    |
|  |                           |

|  | Alaskacephale gangloffi         |
|  |                                 |
|  | Pachycephalosaurus wyomingensis |
|  |                                 |

|  | Sphaerotholus buchholtzae |
|  |                           |
|  | Sphaerotholus goodwini    |
|  |                           |

|  | Acrotholus audeti   |
|  |                     |
|  | Prenocephale prenes |
|  |                     |

|  | Alaskacephale gangloffi         |
|  |                                 |
|  | Pachycephalosaurus wyomingensis |
|  |                                 |

|  | Sphaerotholus buchholtzae |
|  |                           |
|  | Sphaerotholus goodwini    |
|  |                           |

|  | Alaskacephale gangloffi         |
|  |                                 |
|  | Pachycephalosaurus wyomingensis |
|  |                                 |

|  | Sphaerotholus buchholtzae |
|  |                           |
|  | Sphaerotholus goodwini    |
|  |                           |

|  | Acrotholus audeti   |
|  |                     |
|  | Prenocephale prenes |
|  |                     |

|  | Alaskacephale gangloffi         |
|  |                                 |
|  | Pachycephalosaurus wyomingensis |
|  |                                 |

|  | Sphaerotholus buchholtzae |
|  |                           |
|  | Sphaerotholus goodwini    |
|  |                           |

|  | Alaskacephale gangloffi         |
|  |                                 |
|  | Pachycephalosaurus wyomingensis |
|  |                                 |

|  | Sphaerotholus buchholtzae |
|  |                           |
|  | Sphaerotholus goodwini    |
|  |                           |

|  | Acrotholus audeti   |
|  |                     |
|  | Prenocephale prenes |
|  |                     |

|  | Alaskacephale gangloffi         |
|  |                                 |
|  | Pachycephalosaurus wyomingensis |
|  |                                 |

|  | Sphaerotholus buchholtzae |
|  |                           |
|  | Sphaerotholus goodwini    |
|  |                           |

|  | Alaskacephale gangloffi         |
|  |                                 |
|  | Pachycephalosaurus wyomingensis |
|  |                                 |

|  | Sphaerotholus buchholtzae |
|  |                           |
|  | Sphaerotholus goodwini    |
|  |                           |

|  | Acrotholus audeti   |
|  |                     |
|  | Prenocephale prenes |
|  |                     |

|  | Alaskacephale gangloffi         |
|  |                                 |
|  | Pachycephalosaurus wyomingensis |
|  |                                 |

|  | Sphaerotholus buchholtzae |
|  |                           |
|  | Sphaerotholus goodwini    |
|  |                           |

|  | Alaskacephale gangloffi         |
|  |                                 |
|  | Pachycephalosaurus wyomingensis |
|  |                                 |

|  | Sphaerotholus buchholtzae |
|  |                           |
|  | Sphaerotholus goodwini    |
|  |                           |

|  | Acrotholus audeti   |
|  |                     |
|  | Prenocephale prenes |
|  |                     |

|  | Alaskacephale gangloffi         |
|  |                                 |
|  | Pachycephalosaurus wyomingensis |
|  |                                 |

|  | Sphaerotholus buchholtzae |
|  |                           |
|  | Sphaerotholus goodwini    |
|  |                           |

|  | Alaskacephale gangloffi         |
|  |                                 |
|  | Pachycephalosaurus wyomingensis |
|  |                                 |

|  | Sphaerotholus buchholtzae |
|  |                           |
|  | Sphaerotholus goodwini    |
|  |                           |

|  | Acrotholus audeti   |
|  |                     |
|  | Prenocephale prenes |
|  |                     |

|  | Alaskacephale gangloffi         |
|  |                                 |
|  | Pachycephalosaurus wyomingensis |
|  |                                 |

|  | Sphaerotholus buchholtzae |
|  |                           |
|  | Sphaerotholus goodwini    |
|  |                           |

|  | Alaskacephale gangloffi         |
|  |                                 |
|  | Pachycephalosaurus wyomingensis |
|  |                                 |

|  | Sphaerotholus buchholtzae |
|  |                           |
|  | Sphaerotholus goodwini    |
|  |                           |

|  | Acrotholus audeti   |
|  |                     |
|  | Prenocephale prenes |
|  |                     |

|  | Alaskacephale gangloffi         |
|  |                                 |
|  | Pachycephalosaurus wyomingensis |
|  |                                 |

|  | Sphaerotholus buchholtzae |
|  |                           |
|  | Sphaerotholus goodwini    |
|  |                           |

|  | Alaskacephale gangloffi         |
|  |                                 |
|  | Pachycephalosaurus wyomingensis |
|  |                                 |

|  | Sphaerotholus buchholtzae |
|  |                           |
|  | Sphaerotholus goodwini    |
|  |                           |

|  | Acrotholus audeti   |
|  |                     |
|  | Prenocephale prenes |
|  |                     |

|  | Alaskacephale gangloffi         |
|  |                                 |
|  | Pachycephalosaurus wyomingensis |
|  |                                 |

|  | Sphaerotholus buchholtzae |
|  |                           |
|  | Sphaerotholus goodwini    |
|  |                           |

|  | Alaskacephale gangloffi         |
|  |                                 |
|  | Pachycephalosaurus wyomingensis |
|  |                                 |

|  | Sphaerotholus buchholtzae |
|  |                           |
|  | Sphaerotholus goodwini    |
|  |                           |

|  | Acrotholus audeti   |
|  |                     |
|  | Prenocephale prenes |
|  |                     |

|  | Alaskacephale gangloffi         |
|  |                                 |
|  | Pachycephalosaurus wyomingensis |
|  |                                 |

|  | Sphaerotholus buchholtzae |
|  |                           |
|  | Sphaerotholus goodwini    |
|  |                           |

|  | Alaskacephale gangloffi         |
|  |                                 |
|  | Pachycephalosaurus wyomingensis |
|  |                                 |

|  | Sphaerotholus buchholtzae |
|  |                           |
|  | Sphaerotholus goodwini    |
|  |                           |

|  | Acrotholus audeti   |
|  |                     |
|  | Prenocephale prenes |
|  |                     |

|  | Alaskacephale gangloffi         |
|  |                                 |
|  | Pachycephalosaurus wyomingensis |
|  |                                 |

|  | Sphaerotholus buchholtzae |
|  |                           |
|  | Sphaerotholus goodwini    |
|  |                           |

|  | Alaskacephale gangloffi         |
|  |                                 |
|  | Pachycephalosaurus wyomingensis |
|  |                                 |

|  | Sphaerotholus buchholtzae |
|  |                           |
|  | Sphaerotholus goodwini    |
|  |                           |

|  | Acrotholus audeti   |
|  |                     |
|  | Prenocephale prenes |
|  |                     |

|  | Alaskacephale gangloffi         |
|  |                                 |
|  | Pachycephalosaurus wyomingensis |
|  |                                 |

|  | Sphaerotholus buchholtzae |
|  |                           |
|  | Sphaerotholus goodwini    |
|  |                           |

|  | Alaskacephale gangloffi         |
|  |                                 |
|  | Pachycephalosaurus wyomingensis |
|  |                                 |

|  | Sphaerotholus buchholtzae |
|  |                           |
|  | Sphaerotholus goodwini    |
|  |                           |

|  | Acrotholus audeti   |
|  |                     |
|  | Prenocephale prenes |
|  |                     |

|  | Alaskacephale gangloffi         |
|  |                                 |
|  | Pachycephalosaurus wyomingensis |
|  |                                 |

|  | Sphaerotholus buchholtzae |
|  |                           |
|  | Sphaerotholus goodwini    |
|  |                           |

|  | Alaskacephale gangloffi         |
|  |                                 |
|  | Pachycephalosaurus wyomingensis |
|  |                                 |

|  | Sphaerotholus buchholtzae |
|  |                           |
|  | Sphaerotholus goodwini    |
|  |                           |

|  | Acrotholus audeti   |
|  |                     |
|  | Prenocephale prenes |
|  |                     |

|  | Alaskacephale gangloffi         |
|  |                                 |
|  | Pachycephalosaurus wyomingensis |
|  |                                 |

|  | Sphaerotholus buchholtzae |
|  |                           |
|  | Sphaerotholus goodwini    |
|  |                           |

|  | Alaskacephale gangloffi         |
|  |                                 |
|  | Pachycephalosaurus wyomingensis |
|  |                                 |

|  | Sphaerotholus buchholtzae |
|  |                           |
|  | Sphaerotholus goodwini    |
|  |                           |

|  | Acrotholus audeti   |
|  |                     |
|  | Prenocephale prenes |
|  |                     |

|  | Alaskacephale gangloffi         |
|  |                                 |
|  | Pachycephalosaurus wyomingensis |
|  |                                 |

|  | Sphaerotholus buchholtzae |
|  |                           |
|  | Sphaerotholus goodwini    |
|  |                           |

|  | Alaskacephale gangloffi         |
|  |                                 |
|  | Pachycephalosaurus wyomingensis |
|  |                                 |

|  | Sphaerotholus buchholtzae |
|  |                           |
|  | Sphaerotholus goodwini    |
|  |                           |

|  | Acrotholus audeti   |
|  |                     |
|  | Prenocephale prenes |
|  |                     |

|  | Alaskacephale gangloffi         |
|  |                                 |
|  | Pachycephalosaurus wyomingensis |
|  |                                 |

|  | Sphaerotholus buchholtzae |
|  |                           |
|  | Sphaerotholus goodwini    |
|  |                           |

|  | Alaskacephale gangloffi         |
|  |                                 |
|  | Pachycephalosaurus wyomingensis |
|  |                                 |

|  | Sphaerotholus buchholtzae |
|  |                           |
|  | Sphaerotholus goodwini    |
|  |                           |

|  | Acrotholus audeti   |
|  |                     |
|  | Prenocephale prenes |
|  |                     |

|  | Alaskacephale gangloffi         |
|  |                                 |
|  | Pachycephalosaurus wyomingensis |
|  |                                 |

|  | Sphaerotholus buchholtzae |
|  |                           |
|  | Sphaerotholus goodwini    |
|  |                           |

|  | Alaskacephale gangloffi         |
|  |                                 |
|  | Pachycephalosaurus wyomingensis |
|  |                                 |

|  | Sphaerotholus buchholtzae |
|  |                           |
|  | Sphaerotholus goodwini    |
|  |                           |

|  | Acrotholus audeti   |
|  |                     |
|  | Prenocephale prenes |
|  |                     |

|  | Alaskacephale gangloffi         |
|  |                                 |
|  | Pachycephalosaurus wyomingensis |
|  |                                 |

|  | Sphaerotholus buchholtzae |
|  |                           |
|  | Sphaerotholus goodwini    |
|  |                           |

|  | Alaskacephale gangloffi         |
|  |                                 |
|  | Pachycephalosaurus wyomingensis |
|  |                                 |

|  | Sphaerotholus buchholtzae |
|  |                           |
|  | Sphaerotholus goodwini    |
|  |                           |

|  | Acrotholus audeti   |
|  |                     |
|  | Prenocephale prenes |
|  |                     |

|  | Alaskacephale gangloffi         |
|  |                                 |
|  | Pachycephalosaurus wyomingensis |
|  |                                 |

|  | Sphaerotholus buchholtzae |
|  |                           |
|  | Sphaerotholus goodwini    |
|  |                           |

|  | Alaskacephale gangloffi         |
|  |                                 |
|  | Pachycephalosaurus wyomingensis |
|  |                                 |

|  | Sphaerotholus buchholtzae |
|  |                           |
|  | Sphaerotholus goodwini    |
|  |                           |

|  | Acrotholus audeti   |
|  |                     |
|  | Prenocephale prenes |
|  |                     |

|  | Alaskacephale gangloffi         |
|  |                                 |
|  | Pachycephalosaurus wyomingensis |
|  |                                 |

|  | Sphaerotholus buchholtzae |
|  |                           |
|  | Sphaerotholus goodwini    |
|  |                           |

|  | Alaskacephale gangloffi         |
|  |                                 |
|  | Pachycephalosaurus wyomingensis |
|  |                                 |

|  | Sphaerotholus buchholtzae |
|  |                           |
|  | Sphaerotholus goodwini    |
|  |                           |

|  | Acrotholus audeti   |
|  |                     |
|  | Prenocephale prenes |
|  |                     |

|  | Alaskacephale gangloffi         |
|  |                                 |
|  | Pachycephalosaurus wyomingensis |
|  |                                 |

|  | Sphaerotholus buchholtzae |
|  |                           |
|  | Sphaerotholus goodwini    |
|  |                           |

|  | Alaskacephale gangloffi         |
|  |                                 |
|  | Pachycephalosaurus wyomingensis |
|  |                                 |

|  | Sphaerotholus buchholtzae |
|  |                           |
|  | Sphaerotholus goodwini    |
|  |                           |

|  | Acrotholus audeti   |
|  |                     |
|  | Prenocephale prenes |
|  |                     |

|  | Alaskacephale gangloffi         |
|  |                                 |
|  | Pachycephalosaurus wyomingensis |
|  |                                 |

|  | Sphaerotholus buchholtzae |
|  |                           |
|  | Sphaerotholus goodwini    |
|  |                           |

|  | Alaskacephale gangloffi         |
|  |                                 |
|  | Pachycephalosaurus wyomingensis |
|  |                                 |

|  | Sphaerotholus buchholtzae |
|  |                           |
|  | Sphaerotholus goodwini    |
|  |                           |

|  | Acrotholus audeti   |
|  |                     |
|  | Prenocephale prenes |
|  |                     |

|  | Alaskacephale gangloffi         |
|  |                                 |
|  | Pachycephalosaurus wyomingensis |
|  |                                 |

|  | Sphaerotholus buchholtzae |
|  |                           |
|  | Sphaerotholus goodwini    |
|  |                           |

|  | Alaskacephale gangloffi         |
|  |                                 |
|  | Pachycephalosaurus wyomingensis |
|  |                                 |

|  | Sphaerotholus buchholtzae |
|  |                           |
|  | Sphaerotholus goodwini    |
|  |                           |

|  | Acrotholus audeti   |
|  |                     |
|  | Prenocephale prenes |
|  |                     |

|  | Alaskacephale gangloffi         |
|  |                                 |
|  | Pachycephalosaurus wyomingensis |
|  |                                 |

|  | Sphaerotholus buchholtzae |
|  |                           |
|  | Sphaerotholus goodwini    |
|  |                           |

|  | Alaskacephale gangloffi         |
|  |                                 |
|  | Pachycephalosaurus wyomingensis |
|  |                                 |

|  | Sphaerotholus buchholtzae |
|  |                           |
|  | Sphaerotholus goodwini    |
|  |                           |

|  | Acrotholus audeti   |
|  |                     |
|  | Prenocephale prenes |
|  |                     |

|  | Alaskacephale gangloffi         |
|  |                                 |
|  | Pachycephalosaurus wyomingensis |
|  |                                 |

|  | Sphaerotholus buchholtzae |
|  |                           |
|  | Sphaerotholus goodwini    |
|  |                           |

|  | Alaskacephale gangloffi         |
|  |                                 |
|  | Pachycephalosaurus wyomingensis |
|  |                                 |

|  | Sphaerotholus buchholtzae |
|  |                           |
|  | Sphaerotholus goodwini    |
|  |                           |

|  | Acrotholus audeti   |
|  |                     |
|  | Prenocephale prenes |
|  |                     |

|  | Alaskacephale gangloffi         |
|  |                                 |
|  | Pachycephalosaurus wyomingensis |
|  |                                 |

|  | Sphaerotholus buchholtzae |
|  |                           |
|  | Sphaerotholus goodwini    |
|  |                           |

|  | Alaskacephale gangloffi         |
|  |                                 |
|  | Pachycephalosaurus wyomingensis |
|  |                                 |

|  | Sphaerotholus buchholtzae |
|  |                           |
|  | Sphaerotholus goodwini    |
|  |                           |

|  | Acrotholus audeti   |
|  |                     |
|  | Prenocephale prenes |
|  |                     |

|  | Alaskacephale gangloffi         |
|  |                                 |
|  | Pachycephalosaurus wyomingensis |
|  |                                 |

|  | Sphaerotholus buchholtzae |
|  |                           |
|  | Sphaerotholus goodwini    |
|  |                           |

|  | Alaskacephale gangloffi         |
|  |                                 |
|  | Pachycephalosaurus wyomingensis |
|  |                                 |

|  | Sphaerotholus buchholtzae |
|  |                           |
|  | Sphaerotholus goodwini    |
|  |                           |

|  | Acrotholus audeti   |
|  |                     |
|  | Prenocephale prenes |
|  |                     |

|  | Alaskacephale gangloffi         |
|  |                                 |
|  | Pachycephalosaurus wyomingensis |
|  |                                 |

|  | Sphaerotholus buchholtzae |
|  |                           |
|  | Sphaerotholus goodwini    |
|  |                           |

|  | Alaskacephale gangloffi         |
|  |                                 |
|  | Pachycephalosaurus wyomingensis |
|  |                                 |

|  | Sphaerotholus buchholtzae |
|  |                           |
|  | Sphaerotholus goodwini    |
|  |                           |

|  | Acrotholus audeti   |
|  |                     |
|  | Prenocephale prenes |
|  |                     |

|  | Alaskacephale gangloffi         |
|  |                                 |
|  | Pachycephalosaurus wyomingensis |
|  |                                 |

|  | Sphaerotholus buchholtzae |
|  |                           |
|  | Sphaerotholus goodwini    |
|  |                           |

|  | Alaskacephale gangloffi         |
|  |                                 |
|  | Pachycephalosaurus wyomingensis |
|  |                                 |

|  | Sphaerotholus buchholtzae |
|  |                           |
|  | Sphaerotholus goodwini    |
|  |                           |

|  | Acrotholus audeti   |
|  |                     |
|  | Prenocephale prenes |
|  |                     |

|  | Alaskacephale gangloffi         |
|  |                                 |
|  | Pachycephalosaurus wyomingensis |
|  |                                 |

|  | Sphaerotholus buchholtzae |
|  |                           |
|  | Sphaerotholus goodwini    |
|  |                           |

|  | Alaskacephale gangloffi         |
|  |                                 |
|  | Pachycephalosaurus wyomingensis |
|  |                                 |

|  | Sphaerotholus buchholtzae |
|  |                           |
|  | Sphaerotholus goodwini    |
|  |                           |

|  | Acrotholus audeti   |
|  |                     |
|  | Prenocephale prenes |
|  |                     |

|  | Alaskacephale gangloffi         |
|  |                                 |
|  | Pachycephalosaurus wyomingensis |
|  |                                 |

|  | Sphaerotholus buchholtzae |
|  |                           |
|  | Sphaerotholus goodwini    |
|  |                           |

|  | Alaskacephale gangloffi         |
|  |                                 |
|  | Pachycephalosaurus wyomingensis |
|  |                                 |

|  | Sphaerotholus buchholtzae |
|  |                           |
|  | Sphaerotholus goodwini    |
|  |                           |

|  | Acrotholus audeti   |
|  |                     |
|  | Prenocephale prenes |
|  |                     |

|  | Alaskacephale gangloffi         |
|  |                                 |
|  | Pachycephalosaurus wyomingensis |
|  |                                 |

|  | Sphaerotholus buchholtzae |
|  |                           |
|  | Sphaerotholus goodwini    |
|  |                           |

|  | Alaskacephale gangloffi         |
|  |                                 |
|  | Pachycephalosaurus wyomingensis |
|  |                                 |

|  | Sphaerotholus buchholtzae |
|  |                           |
|  | Sphaerotholus goodwini    |
|  |                           |

|  | Acrotholus audeti   |
|  |                     |
|  | Prenocephale prenes |
|  |                     |

|  | Alaskacephale gangloffi         |
|  |                                 |
|  | Pachycephalosaurus wyomingensis |
|  |                                 |

|  | Sphaerotholus buchholtzae |
|  |                           |
|  | Sphaerotholus goodwini    |
|  |                           |

|  | Alaskacephale gangloffi         |
|  |                                 |
|  | Pachycephalosaurus wyomingensis |
|  |                                 |

|  | Sphaerotholus buchholtzae |
|  |                           |
|  | Sphaerotholus goodwini    |
|  |                           |

|  | Acrotholus audeti   |
|  |                     |
|  | Prenocephale prenes |
|  |                     |

|  | Alaskacephale gangloffi         |
|  |                                 |
|  | Pachycephalosaurus wyomingensis |
|  |                                 |

|  | Sphaerotholus buchholtzae |
|  |                           |
|  | Sphaerotholus goodwini    |
|  |                           |

|  | Alaskacephale gangloffi         |
|  |                                 |
|  | Pachycephalosaurus wyomingensis |
|  |                                 |

|  | Sphaerotholus buchholtzae |
|  |                           |
|  | Sphaerotholus goodwini    |
|  |                           |

|  | Acrotholus audeti   |
|  |                     |
|  | Prenocephale prenes |
|  |                     |

|  | Alaskacephale gangloffi         |
|  |                                 |
|  | Pachycephalosaurus wyomingensis |
|  |                                 |

|  | Sphaerotholus buchholtzae |
|  |                           |
|  | Sphaerotholus goodwini    |
|  |                           |

|  | Alaskacephale gangloffi         |
|  |                                 |
|  | Pachycephalosaurus wyomingensis |
|  |                                 |

|  | Sphaerotholus buchholtzae |
|  |                           |
|  | Sphaerotholus goodwini    |
|  |                           |

|  | Acrotholus audeti   |
|  |                     |
|  | Prenocephale prenes |
|  |                     |

|  | Alaskacephale gangloffi         |
|  |                                 |
|  | Pachycephalosaurus wyomingensis |
|  |                                 |

|  | Sphaerotholus buchholtzae |
|  |                           |
|  | Sphaerotholus goodwini    |
|  |                           |

|  | Alaskacephale gangloffi         |
|  |                                 |
|  | Pachycephalosaurus wyomingensis |
|  |                                 |

|  | Sphaerotholus buchholtzae |
|  |                           |
|  | Sphaerotholus goodwini    |
|  |                           |

|  | Acrotholus audeti   |
|  |                     |
|  | Prenocephale prenes |
|  |                     |

|  | Alaskacephale gangloffi         |
|  |                                 |
|  | Pachycephalosaurus wyomingensis |
|  |                                 |

|  | Sphaerotholus buchholtzae |
|  |                           |
|  | Sphaerotholus goodwini    |
|  |                           |

|  | Alaskacephale gangloffi         |
|  |                                 |
|  | Pachycephalosaurus wyomingensis |
|  |                                 |

|  | Sphaerotholus buchholtzae |
|  |                           |
|  | Sphaerotholus goodwini    |
|  |                           |

|  | Acrotholus audeti   |
|  |                     |
|  | Prenocephale prenes |
|  |                     |

|  | Alaskacephale gangloffi         |
|  |                                 |
|  | Pachycephalosaurus wyomingensis |
|  |                                 |

|  | Sphaerotholus buchholtzae |
|  |                           |
|  | Sphaerotholus goodwini    |
|  |                           |

|  | Alaskacephale gangloffi         |
|  |                                 |
|  | Pachycephalosaurus wyomingensis |
|  |                                 |

|  | Sphaerotholus buchholtzae |
|  |                           |
|  | Sphaerotholus goodwini    |
|  |                           |

|  | Acrotholus audeti   |
|  |                     |
|  | Prenocephale prenes |
|  |                     |

|  | Alaskacephale gangloffi         |
|  |                                 |
|  | Pachycephalosaurus wyomingensis |
|  |                                 |

|  | Sphaerotholus buchholtzae |
|  |                           |
|  | Sphaerotholus goodwini    |
|  |                           |

|  | Alaskacephale gangloffi         |
|  |                                 |
|  | Pachycephalosaurus wyomingensis |
|  |                                 |

|  | Sphaerotholus buchholtzae |
|  |                           |
|  | Sphaerotholus goodwini    |
|  |                           |

|  | Acrotholus audeti   |
|  |                     |
|  | Prenocephale prenes |
|  |                     |

|  | Alaskacephale gangloffi         |
|  |                                 |
|  | Pachycephalosaurus wyomingensis |
|  |                                 |

|  | Sphaerotholus buchholtzae |
|  |                           |
|  | Sphaerotholus goodwini    |
|  |                           |

|  | Alaskacephale gangloffi         |
|  |                                 |
|  | Pachycephalosaurus wyomingensis |
|  |                                 |

|  | Sphaerotholus buchholtzae |
|  |                           |
|  | Sphaerotholus goodwini    |
|  |                           |

|  | Acrotholus audeti   |
|  |                     |
|  | Prenocephale prenes |
|  |                     |

|  | Alaskacephale gangloffi         |
|  |                                 |
|  | Pachycephalosaurus wyomingensis |
|  |                                 |

|  | Sphaerotholus buchholtzae |
|  |                           |
|  | Sphaerotholus goodwini    |
|  |                           |

|  | Alaskacephale gangloffi         |
|  |                                 |
|  | Pachycephalosaurus wyomingensis |
|  |                                 |

|  | Sphaerotholus buchholtzae |
|  |                           |
|  | Sphaerotholus goodwini    |
|  |                           |

|  | Acrotholus audeti   |
|  |                     |
|  | Prenocephale prenes |
|  |                     |

|  | Alaskacephale gangloffi         |
|  |                                 |
|  | Pachycephalosaurus wyomingensis |
|  |                                 |

|  | Sphaerotholus buchholtzae |
|  |                           |
|  | Sphaerotholus goodwini    |
|  |                           |

|  | Alaskacephale gangloffi         |
|  |                                 |
|  | Pachycephalosaurus wyomingensis |
|  |                                 |

|  | Sphaerotholus buchholtzae |
|  |                           |
|  | Sphaerotholus goodwini    |
|  |                           |

|  | Acrotholus audeti   |
|  |                     |
|  | Prenocephale prenes |
|  |                     |

|  | Alaskacephale gangloffi         |
|  |                                 |
|  | Pachycephalosaurus wyomingensis |
|  |                                 |

|  | Sphaerotholus buchholtzae |
|  |                           |
|  | Sphaerotholus goodwini    |
|  |                           |

|  | Alaskacephale gangloffi         |
|  |                                 |
|  | Pachycephalosaurus wyomingensis |
|  |                                 |

|  | Sphaerotholus buchholtzae |
|  |                           |
|  | Sphaerotholus goodwini    |
|  |                           |

|  | Acrotholus audeti   |
|  |                     |
|  | Prenocephale prenes |
|  |                     |

|  | Alaskacephale gangloffi         |
|  |                                 |
|  | Pachycephalosaurus wyomingensis |
|  |                                 |

|  | Sphaerotholus buchholtzae |
|  |                           |
|  | Sphaerotholus goodwini    |
|  |                           |

|  | Alaskacephale gangloffi         |
|  |                                 |
|  | Pachycephalosaurus wyomingensis |
|  |                                 |

|  | Sphaerotholus buchholtzae |
|  |                           |
|  | Sphaerotholus goodwini    |
|  |                           |

|  | Acrotholus audeti   |
|  |                     |
|  | Prenocephale prenes |
|  |                     |

|  | Alaskacephale gangloffi         |
|  |                                 |
|  | Pachycephalosaurus wyomingensis |
|  |                                 |

|  | Sphaerotholus buchholtzae |
|  |                           |
|  | Sphaerotholus goodwini    |
|  |                           |

|  | Alaskacephale gangloffi         |
|  |                                 |
|  | Pachycephalosaurus wyomingensis |
|  |                                 |

|  | Sphaerotholus buchholtzae |
|  |                           |
|  | Sphaerotholus goodwini    |
|  |                           |

|  | Acrotholus audeti   |
|  |                     |
|  | Prenocephale prenes |
|  |                     |

|  | Alaskacephale gangloffi         |
|  |                                 |
|  | Pachycephalosaurus wyomingensis |
|  |                                 |

|  | Sphaerotholus buchholtzae |
|  |                           |
|  | Sphaerotholus goodwini    |
|  |                           |

|  | Alaskacephale gangloffi         |
|  |                                 |
|  | Pachycephalosaurus wyomingensis |
|  |                                 |

|  | Sphaerotholus buchholtzae |
|  |                           |
|  | Sphaerotholus goodwini    |
|  |                           |

|  | Acrotholus audeti   |
|  |                     |
|  | Prenocephale prenes |
|  |                     |

|  | Alaskacephale gangloffi         |
|  |                                 |
|  | Pachycephalosaurus wyomingensis |
|  |                                 |

|  | Sphaerotholus buchholtzae |
|  |                           |
|  | Sphaerotholus goodwini    |
|  |                           |

|  | Alaskacephale gangloffi         |
|  |                                 |
|  | Pachycephalosaurus wyomingensis |
|  |                                 |

|  | Sphaerotholus buchholtzae |
|  |                           |
|  | Sphaerotholus goodwini    |
|  |                           |

|  | Acrotholus audeti   |
|  |                     |
|  | Prenocephale prenes |
|  |                     |

|  | Alaskacephale gangloffi         |
|  |                                 |
|  | Pachycephalosaurus wyomingensis |
|  |                                 |

|  | Sphaerotholus buchholtzae |
|  |                           |
|  | Sphaerotholus goodwini    |
|  |                           |

|  | Alaskacephale gangloffi         |
|  |                                 |
|  | Pachycephalosaurus wyomingensis |
|  |                                 |

|  | Sphaerotholus buchholtzae |
|  |                           |
|  | Sphaerotholus goodwini    |
|  |                           |

|  | Acrotholus audeti   |
|  |                     |
|  | Prenocephale prenes |
|  |                     |

|  | Alaskacephale gangloffi         |
|  |                                 |
|  | Pachycephalosaurus wyomingensis |
|  |                                 |

|  | Sphaerotholus buchholtzae |
|  |                           |
|  | Sphaerotholus goodwini    |
|  |                           |

|  | Alaskacephale gangloffi         |
|  |                                 |
|  | Pachycephalosaurus wyomingensis |
|  |                                 |

|  | Sphaerotholus buchholtzae |
|  |                           |
|  | Sphaerotholus goodwini    |
|  |                           |

|  | Acrotholus audeti   |
|  |                     |
|  | Prenocephale prenes |
|  |                     |

|  | Alaskacephale gangloffi         |
|  |                                 |
|  | Pachycephalosaurus wyomingensis |
|  |                                 |

|  | Sphaerotholus buchholtzae |
|  |                           |
|  | Sphaerotholus goodwini    |
|  |                           |

|  | Alaskacephale gangloffi         |
|  |                                 |
|  | Pachycephalosaurus wyomingensis |
|  |                                 |

|  | Sphaerotholus buchholtzae |
|  |                           |
|  | Sphaerotholus goodwini    |
|  |                           |

|  | Acrotholus audeti   |
|  |                     |
|  | Prenocephale prenes |
|  |                     |

|  | Alaskacephale gangloffi         |
|  |                                 |
|  | Pachycephalosaurus wyomingensis |
|  |                                 |

|  | Sphaerotholus buchholtzae |
|  |                           |
|  | Sphaerotholus goodwini    |
|  |                           |

|  | Alaskacephale gangloffi         |
|  |                                 |
|  | Pachycephalosaurus wyomingensis |
|  |                                 |

|  | Sphaerotholus buchholtzae |
|  |                           |
|  | Sphaerotholus goodwini    |
|  |                           |

|  | Acrotholus audeti   |
|  |                     |
|  | Prenocephale prenes |
|  |                     |

|  | Alaskacephale gangloffi         |
|  |                                 |
|  | Pachycephalosaurus wyomingensis |
|  |                                 |

|  | Sphaerotholus buchholtzae |
|  |                           |
|  | Sphaerotholus goodwini    |
|  |                           |

|  | Alaskacephale gangloffi         |
|  |                                 |
|  | Pachycephalosaurus wyomingensis |
|  |                                 |

|  | Sphaerotholus buchholtzae |
|  |                           |
|  | Sphaerotholus goodwini    |
|  |                           |

|  | Acrotholus audeti   |
|  |                     |
|  | Prenocephale prenes |
|  |                     |

|  | Alaskacephale gangloffi         |
|  |                                 |
|  | Pachycephalosaurus wyomingensis |
|  |                                 |

|  | Sphaerotholus buchholtzae |
|  |                           |
|  | Sphaerotholus goodwini    |
|  |                           |

|  | Alaskacephale gangloffi         |
|  |                                 |
|  | Pachycephalosaurus wyomingensis |
|  |                                 |

|  | Sphaerotholus buchholtzae |
|  |                           |
|  | Sphaerotholus goodwini    |
|  |                           |

|  | Acrotholus audeti   |
|  |                     |
|  | Prenocephale prenes |
|  |                     |

|  | Alaskacephale gangloffi         |
|  |                                 |
|  | Pachycephalosaurus wyomingensis |
|  |                                 |

|  | Sphaerotholus buchholtzae |
|  |                           |
|  | Sphaerotholus goodwini    |
|  |                           |

|  | Alaskacephale gangloffi         |
|  |                                 |
|  | Pachycephalosaurus wyomingensis |
|  |                                 |

|  | Sphaerotholus buchholtzae |
|  |                           |
|  | Sphaerotholus goodwini    |
|  |                           |

|  | Acrotholus audeti   |
|  |                     |
|  | Prenocephale prenes |
|  |                     |

|  | Alaskacephale gangloffi         |
|  |                                 |
|  | Pachycephalosaurus wyomingensis |
|  |                                 |

|  | Sphaerotholus buchholtzae |
|  |                           |
|  | Sphaerotholus goodwini    |
|  |                           |

|  | Alaskacephale gangloffi         |
|  |                                 |
|  | Pachycephalosaurus wyomingensis |
|  |                                 |

|  | Sphaerotholus buchholtzae |
|  |                           |
|  | Sphaerotholus goodwini    |
|  |                           |

|  | Acrotholus audeti   |
|  |                     |
|  | Prenocephale prenes |
|  |                     |

|  | Alaskacephale gangloffi         |
|  |                                 |
|  | Pachycephalosaurus wyomingensis |
|  |                                 |

|  | Sphaerotholus buchholtzae |
|  |                           |
|  | Sphaerotholus goodwini    |
|  |                           |

|  | Alaskacephale gangloffi         |
|  |                                 |
|  | Pachycephalosaurus wyomingensis |
|  |                                 |

|  | Sphaerotholus buchholtzae |
|  |                           |
|  | Sphaerotholus goodwini    |
|  |                           |

|  | Colepiocephale lambei    |
|  |                          |
|  | Hanssuesia sternbergi    |
|  |                          |
|  | Stegoceras novomexicanum |
|  |                          |
|  | Stegoceras validum       |
|  |                          |

|  | Acrotholus audeti   |
|  |                     |
|  | Prenocephale prenes |
|  |                     |

|  | Alaskacephale gangloffi         |
|  |                                 |
|  | Pachycephalosaurus wyomingensis |
|  |                                 |

|  | Sphaerotholus buchholtzae |
|  |                           |
|  | Sphaerotholus goodwini    |
|  |                           |

|  | Alaskacephale gangloffi         |
|  |                                 |
|  | Pachycephalosaurus wyomingensis |
|  |                                 |

|  | Sphaerotholus buchholtzae |
|  |                           |
|  | Sphaerotholus goodwini    |
|  |                           |

|  | Acrotholus audeti   |
|  |                     |
|  | Prenocephale prenes |
|  |                     |

|  | Alaskacephale gangloffi         |
|  |                                 |
|  | Pachycephalosaurus wyomingensis |
|  |                                 |

|  | Sphaerotholus buchholtzae |
|  |                           |
|  | Sphaerotholus goodwini    |
|  |                           |

|  | Alaskacephale gangloffi         |
|  |                                 |
|  | Pachycephalosaurus wyomingensis |
|  |                                 |

|  | Sphaerotholus buchholtzae |
|  |                           |
|  | Sphaerotholus goodwini    |
|  |                           |

|  | Acrotholus audeti   |
|  |                     |
|  | Prenocephale prenes |
|  |                     |

|  | Alaskacephale gangloffi         |
|  |                                 |
|  | Pachycephalosaurus wyomingensis |
|  |                                 |

|  | Sphaerotholus buchholtzae |
|  |                           |
|  | Sphaerotholus goodwini    |
|  |                           |

|  | Alaskacephale gangloffi         |
|  |                                 |
|  | Pachycephalosaurus wyomingensis |
|  |                                 |

|  | Sphaerotholus buchholtzae |
|  |                           |
|  | Sphaerotholus goodwini    |
|  |                           |

|  | Acrotholus audeti   |
|  |                     |
|  | Prenocephale prenes |
|  |                     |

|  | Alaskacephale gangloffi         |
|  |                                 |
|  | Pachycephalosaurus wyomingensis |
|  |                                 |

|  | Sphaerotholus buchholtzae |
|  |                           |
|  | Sphaerotholus goodwini    |
|  |                           |

|  | Alaskacephale gangloffi         |
|  |                                 |
|  | Pachycephalosaurus wyomingensis |
|  |                                 |

|  | Sphaerotholus buchholtzae |
|  |                           |
|  | Sphaerotholus goodwini    |
|  |                           |

|  | Acrotholus audeti   |
|  |                     |
|  | Prenocephale prenes |
|  |                     |

|  | Alaskacephale gangloffi         |
|  |                                 |
|  | Pachycephalosaurus wyomingensis |
|  |                                 |

|  | Sphaerotholus buchholtzae |
|  |                           |
|  | Sphaerotholus goodwini    |
|  |                           |

|  | Alaskacephale gangloffi         |
|  |                                 |
|  | Pachycephalosaurus wyomingensis |
|  |                                 |

|  | Sphaerotholus buchholtzae |
|  |                           |
|  | Sphaerotholus goodwini    |
|  |                           |

|  | Acrotholus audeti   |
|  |                     |
|  | Prenocephale prenes |
|  |                     |

|  | Alaskacephale gangloffi         |
|  |                                 |
|  | Pachycephalosaurus wyomingensis |
|  |                                 |

|  | Sphaerotholus buchholtzae |
|  |                           |
|  | Sphaerotholus goodwini    |
|  |                           |

|  | Alaskacephale gangloffi         |
|  |                                 |
|  | Pachycephalosaurus wyomingensis |
|  |                                 |

|  | Sphaerotholus buchholtzae |
|  |                           |
|  | Sphaerotholus goodwini    |
|  |                           |

|  | Acrotholus audeti   |
|  |                     |
|  | Prenocephale prenes |
|  |                     |

|  | Alaskacephale gangloffi         |
|  |                                 |
|  | Pachycephalosaurus wyomingensis |
|  |                                 |

|  | Sphaerotholus buchholtzae |
|  |                           |
|  | Sphaerotholus goodwini    |
|  |                           |

|  | Alaskacephale gangloffi         |
|  |                                 |
|  | Pachycephalosaurus wyomingensis |
|  |                                 |

|  | Sphaerotholus buchholtzae |
|  |                           |
|  | Sphaerotholus goodwini    |
|  |                           |

|  | Acrotholus audeti   |
|  |                     |
|  | Prenocephale prenes |
|  |                     |

|  | Alaskacephale gangloffi         |
|  |                                 |
|  | Pachycephalosaurus wyomingensis |
|  |                                 |

|  | Sphaerotholus buchholtzae |
|  |                           |
|  | Sphaerotholus goodwini    |
|  |                           |

|  | Alaskacephale gangloffi         |
|  |                                 |
|  | Pachycephalosaurus wyomingensis |
|  |                                 |

|  | Sphaerotholus buchholtzae |
|  |                           |
|  | Sphaerotholus goodwini    |
|  |                           |

|  | Acrotholus audeti   |
|  |                     |
|  | Prenocephale prenes |
|  |                     |

|  | Alaskacephale gangloffi         |
|  |                                 |
|  | Pachycephalosaurus wyomingensis |
|  |                                 |

|  | Sphaerotholus buchholtzae |
|  |                           |
|  | Sphaerotholus goodwini    |
|  |                           |

|  | Alaskacephale gangloffi         |
|  |                                 |
|  | Pachycephalosaurus wyomingensis |
|  |                                 |

|  | Sphaerotholus buchholtzae |
|  |                           |
|  | Sphaerotholus goodwini    |
|  |                           |

|  | Acrotholus audeti   |
|  |                     |
|  | Prenocephale prenes |
|  |                     |

|  | Alaskacephale gangloffi         |
|  |                                 |
|  | Pachycephalosaurus wyomingensis |
|  |                                 |

|  | Sphaerotholus buchholtzae |
|  |                           |
|  | Sphaerotholus goodwini    |
|  |                           |

|  | Alaskacephale gangloffi         |
|  |                                 |
|  | Pachycephalosaurus wyomingensis |
|  |                                 |

|  | Sphaerotholus buchholtzae |
|  |                           |
|  | Sphaerotholus goodwini    |
|  |                           |

|  | Acrotholus audeti   |
|  |                     |
|  | Prenocephale prenes |
|  |                     |

|  | Alaskacephale gangloffi         |
|  |                                 |
|  | Pachycephalosaurus wyomingensis |
|  |                                 |

|  | Sphaerotholus buchholtzae |
|  |                           |
|  | Sphaerotholus goodwini    |
|  |                           |

|  | Alaskacephale gangloffi         |
|  |                                 |
|  | Pachycephalosaurus wyomingensis |
|  |                                 |

|  | Sphaerotholus buchholtzae |
|  |                           |
|  | Sphaerotholus goodwini    |
|  |                           |

|  | Acrotholus audeti   |
|  |                     |
|  | Prenocephale prenes |
|  |                     |

|  | Alaskacephale gangloffi         |
|  |                                 |
|  | Pachycephalosaurus wyomingensis |
|  |                                 |

|  | Sphaerotholus buchholtzae |
|  |                           |
|  | Sphaerotholus goodwini    |
|  |                           |

|  | Alaskacephale gangloffi         |
|  |                                 |
|  | Pachycephalosaurus wyomingensis |
|  |                                 |

|  | Sphaerotholus buchholtzae |
|  |                           |
|  | Sphaerotholus goodwini    |
|  |                           |

|  | Acrotholus audeti   |
|  |                     |
|  | Prenocephale prenes |
|  |                     |

|  | Alaskacephale gangloffi         |
|  |                                 |
|  | Pachycephalosaurus wyomingensis |
|  |                                 |

|  | Sphaerotholus buchholtzae |
|  |                           |
|  | Sphaerotholus goodwini    |
|  |                           |

|  | Alaskacephale gangloffi         |
|  |                                 |
|  | Pachycephalosaurus wyomingensis |
|  |                                 |

|  | Sphaerotholus buchholtzae |
|  |                           |
|  | Sphaerotholus goodwini    |
|  |                           |

|  | Acrotholus audeti   |
|  |                     |
|  | Prenocephale prenes |
|  |                     |

|  | Alaskacephale gangloffi         |
|  |                                 |
|  | Pachycephalosaurus wyomingensis |
|  |                                 |

|  | Sphaerotholus buchholtzae |
|  |                           |
|  | Sphaerotholus goodwini    |
|  |                           |

|  | Alaskacephale gangloffi         |
|  |                                 |
|  | Pachycephalosaurus wyomingensis |
|  |                                 |

|  | Sphaerotholus buchholtzae |
|  |                           |
|  | Sphaerotholus goodwini    |
|  |                           |

|  | Acrotholus audeti   |
|  |                     |
|  | Prenocephale prenes |
|  |                     |

|  | Alaskacephale gangloffi         |
|  |                                 |
|  | Pachycephalosaurus wyomingensis |
|  |                                 |

|  | Sphaerotholus buchholtzae |
|  |                           |
|  | Sphaerotholus goodwini    |
|  |                           |

|  | Alaskacephale gangloffi         |
|  |                                 |
|  | Pachycephalosaurus wyomingensis |
|  |                                 |

|  | Sphaerotholus buchholtzae |
|  |                           |
|  | Sphaerotholus goodwini    |
|  |                           |

|  | Acrotholus audeti   |
|  |                     |
|  | Prenocephale prenes |
|  |                     |

|  | Alaskacephale gangloffi         |
|  |                                 |
|  | Pachycephalosaurus wyomingensis |
|  |                                 |

|  | Sphaerotholus buchholtzae |
|  |                           |
|  | Sphaerotholus goodwini    |
|  |                           |

|  | Alaskacephale gangloffi         |
|  |                                 |
|  | Pachycephalosaurus wyomingensis |
|  |                                 |

|  | Sphaerotholus buchholtzae |
|  |                           |
|  | Sphaerotholus goodwini    |
|  |                           |

|  | Acrotholus audeti   |
|  |                     |
|  | Prenocephale prenes |
|  |                     |

|  | Alaskacephale gangloffi         |
|  |                                 |
|  | Pachycephalosaurus wyomingensis |
|  |                                 |

|  | Sphaerotholus buchholtzae |
|  |                           |
|  | Sphaerotholus goodwini    |
|  |                           |

|  | Alaskacephale gangloffi         |
|  |                                 |
|  | Pachycephalosaurus wyomingensis |
|  |                                 |

|  | Sphaerotholus buchholtzae |
|  |                           |
|  | Sphaerotholus goodwini    |
|  |                           |

|  | Acrotholus audeti   |
|  |                     |
|  | Prenocephale prenes |
|  |                     |

|  | Alaskacephale gangloffi         |
|  |                                 |
|  | Pachycephalosaurus wyomingensis |
|  |                                 |

|  | Sphaerotholus buchholtzae |
|  |                           |
|  | Sphaerotholus goodwini    |
|  |                           |

|  | Alaskacephale gangloffi         |
|  |                                 |
|  | Pachycephalosaurus wyomingensis |
|  |                                 |

|  | Sphaerotholus buchholtzae |
|  |                           |
|  | Sphaerotholus goodwini    |
|  |                           |

|  | Acrotholus audeti   |
|  |                     |
|  | Prenocephale prenes |
|  |                     |

|  | Alaskacephale gangloffi         |
|  |                                 |
|  | Pachycephalosaurus wyomingensis |
|  |                                 |

|  | Sphaerotholus buchholtzae |
|  |                           |
|  | Sphaerotholus goodwini    |
|  |                           |

|  | Alaskacephale gangloffi         |
|  |                                 |
|  | Pachycephalosaurus wyomingensis |
|  |                                 |

|  | Sphaerotholus buchholtzae |
|  |                           |
|  | Sphaerotholus goodwini    |
|  |                           |

|  | Acrotholus audeti   |
|  |                     |
|  | Prenocephale prenes |
|  |                     |

|  | Alaskacephale gangloffi         |
|  |                                 |
|  | Pachycephalosaurus wyomingensis |
|  |                                 |

|  | Sphaerotholus buchholtzae |
|  |                           |
|  | Sphaerotholus goodwini    |
|  |                           |

|  | Alaskacephale gangloffi         |
|  |                                 |
|  | Pachycephalosaurus wyomingensis |
|  |                                 |

|  | Sphaerotholus buchholtzae |
|  |                           |
|  | Sphaerotholus goodwini    |
|  |                           |

|  | Acrotholus audeti   |
|  |                     |
|  | Prenocephale prenes |
|  |                     |

|  | Alaskacephale gangloffi         |
|  |                                 |
|  | Pachycephalosaurus wyomingensis |
|  |                                 |

|  | Sphaerotholus buchholtzae |
|  |                           |
|  | Sphaerotholus goodwini    |
|  |                           |

|  | Alaskacephale gangloffi         |
|  |                                 |
|  | Pachycephalosaurus wyomingensis |
|  |                                 |

|  | Sphaerotholus buchholtzae |
|  |                           |
|  | Sphaerotholus goodwini    |
|  |                           |

|  | Acrotholus audeti   |
|  |                     |
|  | Prenocephale prenes |
|  |                     |

|  | Alaskacephale gangloffi         |
|  |                                 |
|  | Pachycephalosaurus wyomingensis |
|  |                                 |

|  | Sphaerotholus buchholtzae |
|  |                           |
|  | Sphaerotholus goodwini    |
|  |                           |

|  | Alaskacephale gangloffi         |
|  |                                 |
|  | Pachycephalosaurus wyomingensis |
|  |                                 |

|  | Sphaerotholus buchholtzae |
|  |                           |
|  | Sphaerotholus goodwini    |
|  |                           |

|  | Acrotholus audeti   |
|  |                     |
|  | Prenocephale prenes |
|  |                     |

|  | Alaskacephale gangloffi         |
|  |                                 |
|  | Pachycephalosaurus wyomingensis |
|  |                                 |

|  | Sphaerotholus buchholtzae |
|  |                           |
|  | Sphaerotholus goodwini    |
|  |                           |

|  | Alaskacephale gangloffi         |
|  |                                 |
|  | Pachycephalosaurus wyomingensis |
|  |                                 |

|  | Sphaerotholus buchholtzae |
|  |                           |
|  | Sphaerotholus goodwini    |
|  |                           |

|  | Acrotholus audeti   |
|  |                     |
|  | Prenocephale prenes |
|  |                     |

|  | Alaskacephale gangloffi         |
|  |                                 |
|  | Pachycephalosaurus wyomingensis |
|  |                                 |

|  | Sphaerotholus buchholtzae |
|  |                           |
|  | Sphaerotholus goodwini    |
|  |                           |

|  | Alaskacephale gangloffi         |
|  |                                 |
|  | Pachycephalosaurus wyomingensis |
|  |                                 |

|  | Sphaerotholus buchholtzae |
|  |                           |
|  | Sphaerotholus goodwini    |
|  |                           |

|  | Acrotholus audeti   |
|  |                     |
|  | Prenocephale prenes |
|  |                     |

|  | Alaskacephale gangloffi         |
|  |                                 |
|  | Pachycephalosaurus wyomingensis |
|  |                                 |

|  | Sphaerotholus buchholtzae |
|  |                           |
|  | Sphaerotholus goodwini    |
|  |                           |

|  | Alaskacephale gangloffi         |
|  |                                 |
|  | Pachycephalosaurus wyomingensis |
|  |                                 |

|  | Sphaerotholus buchholtzae |
|  |                           |
|  | Sphaerotholus goodwini    |
|  |                           |

|  | Acrotholus audeti   |
|  |                     |
|  | Prenocephale prenes |
|  |                     |

|  | Alaskacephale gangloffi         |
|  |                                 |
|  | Pachycephalosaurus wyomingensis |
|  |                                 |

|  | Sphaerotholus buchholtzae |
|  |                           |
|  | Sphaerotholus goodwini    |
|  |                           |

|  | Alaskacephale gangloffi         |
|  |                                 |
|  | Pachycephalosaurus wyomingensis |
|  |                                 |

|  | Sphaerotholus buchholtzae |
|  |                           |
|  | Sphaerotholus goodwini    |
|  |                           |

|  | Acrotholus audeti   |
|  |                     |
|  | Prenocephale prenes |
|  |                     |

|  | Alaskacephale gangloffi         |
|  |                                 |
|  | Pachycephalosaurus wyomingensis |
|  |                                 |

|  | Sphaerotholus buchholtzae |
|  |                           |
|  | Sphaerotholus goodwini    |
|  |                           |

|  | Alaskacephale gangloffi         |
|  |                                 |
|  | Pachycephalosaurus wyomingensis |
|  |                                 |

|  | Sphaerotholus buchholtzae |
|  |                           |
|  | Sphaerotholus goodwini    |
|  |                           |

|  | Acrotholus audeti   |
|  |                     |
|  | Prenocephale prenes |
|  |                     |

|  | Alaskacephale gangloffi         |
|  |                                 |
|  | Pachycephalosaurus wyomingensis |
|  |                                 |

|  | Sphaerotholus buchholtzae |
|  |                           |
|  | Sphaerotholus goodwini    |
|  |                           |

|  | Alaskacephale gangloffi         |
|  |                                 |
|  | Pachycephalosaurus wyomingensis |
|  |                                 |

|  | Sphaerotholus buchholtzae |
|  |                           |
|  | Sphaerotholus goodwini    |
|  |                           |

|  | Acrotholus audeti   |
|  |                     |
|  | Prenocephale prenes |
|  |                     |

|  | Alaskacephale gangloffi         |
|  |                                 |
|  | Pachycephalosaurus wyomingensis |
|  |                                 |

|  | Sphaerotholus buchholtzae |
|  |                           |
|  | Sphaerotholus goodwini    |
|  |                           |

|  | Alaskacephale gangloffi         |
|  |                                 |
|  | Pachycephalosaurus wyomingensis |
|  |                                 |

|  | Sphaerotholus buchholtzae |
|  |                           |
|  | Sphaerotholus goodwini    |
|  |                           |

|  | Acrotholus audeti   |
|  |                     |
|  | Prenocephale prenes |
|  |                     |

|  | Alaskacephale gangloffi         |
|  |                                 |
|  | Pachycephalosaurus wyomingensis |
|  |                                 |

|  | Sphaerotholus buchholtzae |
|  |                           |
|  | Sphaerotholus goodwini    |
|  |                           |

|  | Alaskacephale gangloffi         |
|  |                                 |
|  | Pachycephalosaurus wyomingensis |
|  |                                 |

|  | Sphaerotholus buchholtzae |
|  |                           |
|  | Sphaerotholus goodwini    |
|  |                           |

|  | Acrotholus audeti   |
|  |                     |
|  | Prenocephale prenes |
|  |                     |

|  | Alaskacephale gangloffi         |
|  |                                 |
|  | Pachycephalosaurus wyomingensis |
|  |                                 |

|  | Sphaerotholus buchholtzae |
|  |                           |
|  | Sphaerotholus goodwini    |
|  |                           |

|  | Alaskacephale gangloffi         |
|  |                                 |
|  | Pachycephalosaurus wyomingensis |
|  |                                 |

|  | Sphaerotholus buchholtzae |
|  |                           |
|  | Sphaerotholus goodwini    |
|  |                           |

|  | Acrotholus audeti   |
|  |                     |
|  | Prenocephale prenes |
|  |                     |

|  | Alaskacephale gangloffi         |
|  |                                 |
|  | Pachycephalosaurus wyomingensis |
|  |                                 |

|  | Sphaerotholus buchholtzae |
|  |                           |
|  | Sphaerotholus goodwini    |
|  |                           |

|  | Alaskacephale gangloffi         |
|  |                                 |
|  | Pachycephalosaurus wyomingensis |
|  |                                 |

|  | Sphaerotholus buchholtzae |
|  |                           |
|  | Sphaerotholus goodwini    |
|  |                           |

|  | Acrotholus audeti   |
|  |                     |
|  | Prenocephale prenes |
|  |                     |

|  | Alaskacephale gangloffi         |
|  |                                 |
|  | Pachycephalosaurus wyomingensis |
|  |                                 |

|  | Sphaerotholus buchholtzae |
|  |                           |
|  | Sphaerotholus goodwini    |
|  |                           |

|  | Alaskacephale gangloffi         |
|  |                                 |
|  | Pachycephalosaurus wyomingensis |
|  |                                 |

|  | Sphaerotholus buchholtzae |
|  |                           |
|  | Sphaerotholus goodwini    |
|  |                           |

|  | Acrotholus audeti   |
|  |                     |
|  | Prenocephale prenes |
|  |                     |

|  | Alaskacephale gangloffi         |
|  |                                 |
|  | Pachycephalosaurus wyomingensis |
|  |                                 |

|  | Sphaerotholus buchholtzae |
|  |                           |
|  | Sphaerotholus goodwini    |
|  |                           |

|  | Alaskacephale gangloffi         |
|  |                                 |
|  | Pachycephalosaurus wyomingensis |
|  |                                 |

|  | Sphaerotholus buchholtzae |
|  |                           |
|  | Sphaerotholus goodwini    |
|  |                           |

|  | Acrotholus audeti   |
|  |                     |
|  | Prenocephale prenes |
|  |                     |

|  | Alaskacephale gangloffi         |
|  |                                 |
|  | Pachycephalosaurus wyomingensis |
|  |                                 |

|  | Sphaerotholus buchholtzae |
|  |                           |
|  | Sphaerotholus goodwini    |
|  |                           |

|  | Alaskacephale gangloffi         |
|  |                                 |
|  | Pachycephalosaurus wyomingensis |
|  |                                 |

|  | Sphaerotholus buchholtzae |
|  |                           |
|  | Sphaerotholus goodwini    |
|  |                           |

|  | Acrotholus audeti   |
|  |                     |
|  | Prenocephale prenes |
|  |                     |

|  | Alaskacephale gangloffi         |
|  |                                 |
|  | Pachycephalosaurus wyomingensis |
|  |                                 |

|  | Sphaerotholus buchholtzae |
|  |                           |
|  | Sphaerotholus goodwini    |
|  |                           |

|  | Alaskacephale gangloffi         |
|  |                                 |
|  | Pachycephalosaurus wyomingensis |
|  |                                 |

|  | Sphaerotholus buchholtzae |
|  |                           |
|  | Sphaerotholus goodwini    |
|  |                           |

|  | Acrotholus audeti   |
|  |                     |
|  | Prenocephale prenes |
|  |                     |

|  | Alaskacephale gangloffi         |
|  |                                 |
|  | Pachycephalosaurus wyomingensis |
|  |                                 |

|  | Sphaerotholus buchholtzae |
|  |                           |
|  | Sphaerotholus goodwini    |
|  |                           |

|  | Alaskacephale gangloffi         |
|  |                                 |
|  | Pachycephalosaurus wyomingensis |
|  |                                 |

|  | Sphaerotholus buchholtzae |
|  |                           |
|  | Sphaerotholus goodwini    |
|  |                           |

|  | Acrotholus audeti   |
|  |                     |
|  | Prenocephale prenes |
|  |                     |

|  | Alaskacephale gangloffi         |
|  |                                 |
|  | Pachycephalosaurus wyomingensis |
|  |                                 |

|  | Sphaerotholus buchholtzae |
|  |                           |
|  | Sphaerotholus goodwini    |
|  |                           |

|  | Alaskacephale gangloffi         |
|  |                                 |
|  | Pachycephalosaurus wyomingensis |
|  |                                 |

|  | Sphaerotholus buchholtzae |
|  |                           |
|  | Sphaerotholus goodwini    |
|  |                           |

|  | Acrotholus audeti   |
|  |                     |
|  | Prenocephale prenes |
|  |                     |

|  | Alaskacephale gangloffi         |
|  |                                 |
|  | Pachycephalosaurus wyomingensis |
|  |                                 |

|  | Sphaerotholus buchholtzae |
|  |                           |
|  | Sphaerotholus goodwini    |
|  |                           |

|  | Alaskacephale gangloffi         |
|  |                                 |
|  | Pachycephalosaurus wyomingensis |
|  |                                 |

|  | Sphaerotholus buchholtzae |
|  |                           |
|  | Sphaerotholus goodwini    |
|  |                           |

|  | Acrotholus audeti   |
|  |                     |
|  | Prenocephale prenes |
|  |                     |

|  | Alaskacephale gangloffi         |
|  |                                 |
|  | Pachycephalosaurus wyomingensis |
|  |                                 |

|  | Sphaerotholus buchholtzae |
|  |                           |
|  | Sphaerotholus goodwini    |
|  |                           |

|  | Alaskacephale gangloffi         |
|  |                                 |
|  | Pachycephalosaurus wyomingensis |
|  |                                 |

|  | Sphaerotholus buchholtzae |
|  |                           |
|  | Sphaerotholus goodwini    |
|  |                           |

|  | Acrotholus audeti   |
|  |                     |
|  | Prenocephale prenes |
|  |                     |

|  | Alaskacephale gangloffi         |
|  |                                 |
|  | Pachycephalosaurus wyomingensis |
|  |                                 |

|  | Sphaerotholus buchholtzae |
|  |                           |
|  | Sphaerotholus goodwini    |
|  |                           |

|  | Alaskacephale gangloffi         |
|  |                                 |
|  | Pachycephalosaurus wyomingensis |
|  |                                 |

|  | Sphaerotholus buchholtzae |
|  |                           |
|  | Sphaerotholus goodwini    |
|  |                           |

|  | Acrotholus audeti   |
|  |                     |
|  | Prenocephale prenes |
|  |                     |

|  | Alaskacephale gangloffi         |
|  |                                 |
|  | Pachycephalosaurus wyomingensis |
|  |                                 |

|  | Sphaerotholus buchholtzae |
|  |                           |
|  | Sphaerotholus goodwini    |
|  |                           |

|  | Alaskacephale gangloffi         |
|  |                                 |
|  | Pachycephalosaurus wyomingensis |
|  |                                 |

|  | Sphaerotholus buchholtzae |
|  |                           |
|  | Sphaerotholus goodwini    |
|  |                           |

|  | Acrotholus audeti   |
|  |                     |
|  | Prenocephale prenes |
|  |                     |

|  | Alaskacephale gangloffi         |
|  |                                 |
|  | Pachycephalosaurus wyomingensis |
|  |                                 |

|  | Sphaerotholus buchholtzae |
|  |                           |
|  | Sphaerotholus goodwini    |
|  |                           |

|  | Alaskacephale gangloffi         |
|  |                                 |
|  | Pachycephalosaurus wyomingensis |
|  |                                 |

|  | Sphaerotholus buchholtzae |
|  |                           |
|  | Sphaerotholus goodwini    |
|  |                           |

|  | Acrotholus audeti   |
|  |                     |
|  | Prenocephale prenes |
|  |                     |

|  | Alaskacephale gangloffi         |
|  |                                 |
|  | Pachycephalosaurus wyomingensis |
|  |                                 |

|  | Sphaerotholus buchholtzae |
|  |                           |
|  | Sphaerotholus goodwini    |
|  |                           |

|  | Alaskacephale gangloffi         |
|  |                                 |
|  | Pachycephalosaurus wyomingensis |
|  |                                 |

|  | Sphaerotholus buchholtzae |
|  |                           |
|  | Sphaerotholus goodwini    |
|  |                           |

|  | Acrotholus audeti   |
|  |                     |
|  | Prenocephale prenes |
|  |                     |

|  | Alaskacephale gangloffi         |
|  |                                 |
|  | Pachycephalosaurus wyomingensis |
|  |                                 |

|  | Sphaerotholus buchholtzae |
|  |                           |
|  | Sphaerotholus goodwini    |
|  |                           |

|  | Alaskacephale gangloffi         |
|  |                                 |
|  | Pachycephalosaurus wyomingensis |
|  |                                 |

|  | Sphaerotholus buchholtzae |
|  |                           |
|  | Sphaerotholus goodwini    |
|  |                           |

|  | Acrotholus audeti   |
|  |                     |
|  | Prenocephale prenes |
|  |                     |

|  | Alaskacephale gangloffi         |
|  |                                 |
|  | Pachycephalosaurus wyomingensis |
|  |                                 |

|  | Sphaerotholus buchholtzae |
|  |                           |
|  | Sphaerotholus goodwini    |
|  |                           |

|  | Alaskacephale gangloffi         |
|  |                                 |
|  | Pachycephalosaurus wyomingensis |
|  |                                 |

|  | Sphaerotholus buchholtzae |
|  |                           |
|  | Sphaerotholus goodwini    |
|  |                           |

|  | Acrotholus audeti   |
|  |                     |
|  | Prenocephale prenes |
|  |                     |

|  | Alaskacephale gangloffi         |
|  |                                 |
|  | Pachycephalosaurus wyomingensis |
|  |                                 |

|  | Sphaerotholus buchholtzae |
|  |                           |
|  | Sphaerotholus goodwini    |
|  |                           |

|  | Alaskacephale gangloffi         |
|  |                                 |
|  | Pachycephalosaurus wyomingensis |
|  |                                 |

|  | Sphaerotholus buchholtzae |
|  |                           |
|  | Sphaerotholus goodwini    |
|  |                           |

|  | Acrotholus audeti   |
|  |                     |
|  | Prenocephale prenes |
|  |                     |

|  | Alaskacephale gangloffi         |
|  |                                 |
|  | Pachycephalosaurus wyomingensis |
|  |                                 |

|  | Sphaerotholus buchholtzae |
|  |                           |
|  | Sphaerotholus goodwini    |
|  |                           |

|  | Alaskacephale gangloffi         |
|  |                                 |
|  | Pachycephalosaurus wyomingensis |
|  |                                 |

|  | Sphaerotholus buchholtzae |
|  |                           |
|  | Sphaerotholus goodwini    |
|  |                           |

|  | Acrotholus audeti   |
|  |                     |
|  | Prenocephale prenes |
|  |                     |

|  | Alaskacephale gangloffi         |
|  |                                 |
|  | Pachycephalosaurus wyomingensis |
|  |                                 |

|  | Sphaerotholus buchholtzae |
|  |                           |
|  | Sphaerotholus goodwini    |
|  |                           |

|  | Alaskacephale gangloffi         |
|  |                                 |
|  | Pachycephalosaurus wyomingensis |
|  |                                 |

|  | Sphaerotholus buchholtzae |
|  |                           |
|  | Sphaerotholus goodwini    |
|  |                           |

|  | Acrotholus audeti   |
|  |                     |
|  | Prenocephale prenes |
|  |                     |

|  | Alaskacephale gangloffi         |
|  |                                 |
|  | Pachycephalosaurus wyomingensis |
|  |                                 |

|  | Sphaerotholus buchholtzae |
|  |                           |
|  | Sphaerotholus goodwini    |
|  |                           |

|  | Alaskacephale gangloffi         |
|  |                                 |
|  | Pachycephalosaurus wyomingensis |
|  |                                 |

|  | Sphaerotholus buchholtzae |
|  |                           |
|  | Sphaerotholus goodwini    |
|  |                           |

|  | Acrotholus audeti   |
|  |                     |
|  | Prenocephale prenes |
|  |                     |

|  | Alaskacephale gangloffi         |
|  |                                 |
|  | Pachycephalosaurus wyomingensis |
|  |                                 |

|  | Sphaerotholus buchholtzae |
|  |                           |
|  | Sphaerotholus goodwini    |
|  |                           |

|  | Alaskacephale gangloffi         |
|  |                                 |
|  | Pachycephalosaurus wyomingensis |
|  |                                 |

|  | Sphaerotholus buchholtzae |
|  |                           |
|  | Sphaerotholus goodwini    |
|  |                           |

|  | Acrotholus audeti   |
|  |                     |
|  | Prenocephale prenes |
|  |                     |

|  | Alaskacephale gangloffi         |
|  |                                 |
|  | Pachycephalosaurus wyomingensis |
|  |                                 |

|  | Sphaerotholus buchholtzae |
|  |                           |
|  | Sphaerotholus goodwini    |
|  |                           |

|  | Alaskacephale gangloffi         |
|  |                                 |
|  | Pachycephalosaurus wyomingensis |
|  |                                 |

|  | Sphaerotholus buchholtzae |
|  |                           |
|  | Sphaerotholus goodwini    |
|  |                           |

|  | Acrotholus audeti   |
|  |                     |
|  | Prenocephale prenes |
|  |                     |

|  | Alaskacephale gangloffi         |
|  |                                 |
|  | Pachycephalosaurus wyomingensis |
|  |                                 |

|  | Sphaerotholus buchholtzae |
|  |                           |
|  | Sphaerotholus goodwini    |
|  |                           |

|  | Alaskacephale gangloffi         |
|  |                                 |
|  | Pachycephalosaurus wyomingensis |
|  |                                 |

|  | Sphaerotholus buchholtzae |
|  |                           |
|  | Sphaerotholus goodwini    |
|  |                           |

|  | Acrotholus audeti   |
|  |                     |
|  | Prenocephale prenes |
|  |                     |

|  | Alaskacephale gangloffi         |
|  |                                 |
|  | Pachycephalosaurus wyomingensis |
|  |                                 |

|  | Sphaerotholus buchholtzae |
|  |                           |
|  | Sphaerotholus goodwini    |
|  |                           |

|  | Alaskacephale gangloffi         |
|  |                                 |
|  | Pachycephalosaurus wyomingensis |
|  |                                 |

|  | Sphaerotholus buchholtzae |
|  |                           |
|  | Sphaerotholus goodwini    |
|  |                           |

|  | Acrotholus audeti   |
|  |                     |
|  | Prenocephale prenes |
|  |                     |

|  | Alaskacephale gangloffi         |
|  |                                 |
|  | Pachycephalosaurus wyomingensis |
|  |                                 |

|  | Sphaerotholus buchholtzae |
|  |                           |
|  | Sphaerotholus goodwini    |
|  |                           |

|  | Alaskacephale gangloffi         |
|  |                                 |
|  | Pachycephalosaurus wyomingensis |
|  |                                 |

|  | Sphaerotholus buchholtzae |
|  |                           |
|  | Sphaerotholus goodwini    |
|  |                           |

|  | Acrotholus audeti   |
|  |                     |
|  | Prenocephale prenes |
|  |                     |

|  | Alaskacephale gangloffi         |
|  |                                 |
|  | Pachycephalosaurus wyomingensis |
|  |                                 |

|  | Sphaerotholus buchholtzae |
|  |                           |
|  | Sphaerotholus goodwini    |
|  |                           |

|  | Alaskacephale gangloffi         |
|  |                                 |
|  | Pachycephalosaurus wyomingensis |
|  |                                 |

|  | Sphaerotholus buchholtzae |
|  |                           |
|  | Sphaerotholus goodwini    |
|  |                           |

|  | Acrotholus audeti   |
|  |                     |
|  | Prenocephale prenes |
|  |                     |

|  | Alaskacephale gangloffi         |
|  |                                 |
|  | Pachycephalosaurus wyomingensis |
|  |                                 |

|  | Sphaerotholus buchholtzae |
|  |                           |
|  | Sphaerotholus goodwini    |
|  |                           |

|  | Alaskacephale gangloffi         |
|  |                                 |
|  | Pachycephalosaurus wyomingensis |
|  |                                 |

|  | Sphaerotholus buchholtzae |
|  |                           |
|  | Sphaerotholus goodwini    |
|  |                           |

|  | Acrotholus audeti   |
|  |                     |
|  | Prenocephale prenes |
|  |                     |

|  | Alaskacephale gangloffi         |
|  |                                 |
|  | Pachycephalosaurus wyomingensis |
|  |                                 |

|  | Sphaerotholus buchholtzae |
|  |                           |
|  | Sphaerotholus goodwini    |
|  |                           |

|  | Alaskacephale gangloffi         |
|  |                                 |
|  | Pachycephalosaurus wyomingensis |
|  |                                 |

|  | Sphaerotholus buchholtzae |
|  |                           |
|  | Sphaerotholus goodwini    |
|  |                           |

|  | Acrotholus audeti   |
|  |                     |
|  | Prenocephale prenes |
|  |                     |

|  | Alaskacephale gangloffi         |
|  |                                 |
|  | Pachycephalosaurus wyomingensis |
|  |                                 |

|  | Sphaerotholus buchholtzae |
|  |                           |
|  | Sphaerotholus goodwini    |
|  |                           |

|  | Alaskacephale gangloffi         |
|  |                                 |
|  | Pachycephalosaurus wyomingensis |
|  |                                 |

|  | Sphaerotholus buchholtzae |
|  |                           |
|  | Sphaerotholus goodwini    |
|  |                           |

|  | Acrotholus audeti   |
|  |                     |
|  | Prenocephale prenes |
|  |                     |

|  | Alaskacephale gangloffi         |
|  |                                 |
|  | Pachycephalosaurus wyomingensis |
|  |                                 |

|  | Sphaerotholus buchholtzae |
|  |                           |
|  | Sphaerotholus goodwini    |
|  |                           |

|  | Alaskacephale gangloffi         |
|  |                                 |
|  | Pachycephalosaurus wyomingensis |
|  |                                 |

|  | Sphaerotholus buchholtzae |
|  |                           |
|  | Sphaerotholus goodwini    |
|  |                           |

|  | Acrotholus audeti   |
|  |                     |
|  | Prenocephale prenes |
|  |                     |

|  | Alaskacephale gangloffi         |
|  |                                 |
|  | Pachycephalosaurus wyomingensis |
|  |                                 |

|  | Sphaerotholus buchholtzae |
|  |                           |
|  | Sphaerotholus goodwini    |
|  |                           |

|  | Alaskacephale gangloffi         |
|  |                                 |
|  | Pachycephalosaurus wyomingensis |
|  |                                 |

|  | Sphaerotholus buchholtzae |
|  |                           |
|  | Sphaerotholus goodwini    |
|  |                           |

|  | Acrotholus audeti   |
|  |                     |
|  | Prenocephale prenes |
|  |                     |

|  | Alaskacephale gangloffi         |
|  |                                 |
|  | Pachycephalosaurus wyomingensis |
|  |                                 |

|  | Sphaerotholus buchholtzae |
|  |                           |
|  | Sphaerotholus goodwini    |
|  |                           |

|  | Alaskacephale gangloffi         |
|  |                                 |
|  | Pachycephalosaurus wyomingensis |
|  |                                 |

|  | Sphaerotholus buchholtzae |
|  |                           |
|  | Sphaerotholus goodwini    |
|  |                           |

|  | Acrotholus audeti   |
|  |                     |
|  | Prenocephale prenes |
|  |                     |

|  | Alaskacephale gangloffi         |
|  |                                 |
|  | Pachycephalosaurus wyomingensis |
|  |                                 |

|  | Sphaerotholus buchholtzae |
|  |                           |
|  | Sphaerotholus goodwini    |
|  |                           |

|  | Alaskacephale gangloffi         |
|  |                                 |
|  | Pachycephalosaurus wyomingensis |
|  |                                 |

|  | Sphaerotholus buchholtzae |
|  |                           |
|  | Sphaerotholus goodwini    |
|  |                           |

|  | Acrotholus audeti   |
|  |                     |
|  | Prenocephale prenes |
|  |                     |

|  | Alaskacephale gangloffi         |
|  |                                 |
|  | Pachycephalosaurus wyomingensis |
|  |                                 |

|  | Sphaerotholus buchholtzae |
|  |                           |
|  | Sphaerotholus goodwini    |
|  |                           |

|  | Alaskacephale gangloffi         |
|  |                                 |
|  | Pachycephalosaurus wyomingensis |
|  |                                 |

|  | Sphaerotholus buchholtzae |
|  |                           |
|  | Sphaerotholus goodwini    |
|  |                           |

|  | Colepiocephale lambei    |
|  |                          |
|  | Hanssuesia sternbergi    |
|  |                          |
|  | Stegoceras novomexicanum |
|  |                          |
|  | Stegoceras validum       |
|  |                          |

|  | Acrotholus audeti   |
|  |                     |
|  | Prenocephale prenes |
|  |                     |

|  | Alaskacephale gangloffi         |
|  |                                 |
|  | Pachycephalosaurus wyomingensis |
|  |                                 |

|  | Sphaerotholus buchholtzae |
|  |                           |
|  | Sphaerotholus goodwini    |
|  |                           |

|  | Alaskacephale gangloffi         |
|  |                                 |
|  | Pachycephalosaurus wyomingensis |
|  |                                 |

|  | Sphaerotholus buchholtzae |
|  |                           |
|  | Sphaerotholus goodwini    |
|  |                           |

|  | Acrotholus audeti   |
|  |                     |
|  | Prenocephale prenes |
|  |                     |

|  | Alaskacephale gangloffi         |
|  |                                 |
|  | Pachycephalosaurus wyomingensis |
|  |                                 |

|  | Sphaerotholus buchholtzae |
|  |                           |
|  | Sphaerotholus goodwini    |
|  |                           |

|  | Alaskacephale gangloffi         |
|  |                                 |
|  | Pachycephalosaurus wyomingensis |
|  |                                 |

|  | Sphaerotholus buchholtzae |
|  |                           |
|  | Sphaerotholus goodwini    |
|  |                           |

|  | Acrotholus audeti   |
|  |                     |
|  | Prenocephale prenes |
|  |                     |

|  | Alaskacephale gangloffi         |
|  |                                 |
|  | Pachycephalosaurus wyomingensis |
|  |                                 |

|  | Sphaerotholus buchholtzae |
|  |                           |
|  | Sphaerotholus goodwini    |
|  |                           |

|  | Alaskacephale gangloffi         |
|  |                                 |
|  | Pachycephalosaurus wyomingensis |
|  |                                 |

|  | Sphaerotholus buchholtzae |
|  |                           |
|  | Sphaerotholus goodwini    |
|  |                           |

|  | Acrotholus audeti   |
|  |                     |
|  | Prenocephale prenes |
|  |                     |

|  | Alaskacephale gangloffi         |
|  |                                 |
|  | Pachycephalosaurus wyomingensis |
|  |                                 |

|  | Sphaerotholus buchholtzae |
|  |                           |
|  | Sphaerotholus goodwini    |
|  |                           |

|  | Alaskacephale gangloffi         |
|  |                                 |
|  | Pachycephalosaurus wyomingensis |
|  |                                 |

|  | Sphaerotholus buchholtzae |
|  |                           |
|  | Sphaerotholus goodwini    |
|  |                           |

|  | Acrotholus audeti   |
|  |                     |
|  | Prenocephale prenes |
|  |                     |

|  | Alaskacephale gangloffi         |
|  |                                 |
|  | Pachycephalosaurus wyomingensis |
|  |                                 |

|  | Sphaerotholus buchholtzae |
|  |                           |
|  | Sphaerotholus goodwini    |
|  |                           |

|  | Alaskacephale gangloffi         |
|  |                                 |
|  | Pachycephalosaurus wyomingensis |
|  |                                 |

|  | Sphaerotholus buchholtzae |
|  |                           |
|  | Sphaerotholus goodwini    |
|  |                           |

|  | Acrotholus audeti   |
|  |                     |
|  | Prenocephale prenes |
|  |                     |

|  | Alaskacephale gangloffi         |
|  |                                 |
|  | Pachycephalosaurus wyomingensis |
|  |                                 |

|  | Sphaerotholus buchholtzae |
|  |                           |
|  | Sphaerotholus goodwini    |
|  |                           |

|  | Alaskacephale gangloffi         |
|  |                                 |
|  | Pachycephalosaurus wyomingensis |
|  |                                 |

|  | Sphaerotholus buchholtzae |
|  |                           |
|  | Sphaerotholus goodwini    |
|  |                           |

|  | Acrotholus audeti   |
|  |                     |
|  | Prenocephale prenes |
|  |                     |

|  | Alaskacephale gangloffi         |
|  |                                 |
|  | Pachycephalosaurus wyomingensis |
|  |                                 |

|  | Sphaerotholus buchholtzae |
|  |                           |
|  | Sphaerotholus goodwini    |
|  |                           |

|  | Alaskacephale gangloffi         |
|  |                                 |
|  | Pachycephalosaurus wyomingensis |
|  |                                 |

|  | Sphaerotholus buchholtzae |
|  |                           |
|  | Sphaerotholus goodwini    |
|  |                           |

|  | Acrotholus audeti   |
|  |                     |
|  | Prenocephale prenes |
|  |                     |

|  | Alaskacephale gangloffi         |
|  |                                 |
|  | Pachycephalosaurus wyomingensis |
|  |                                 |

|  | Sphaerotholus buchholtzae |
|  |                           |
|  | Sphaerotholus goodwini    |
|  |                           |

|  | Alaskacephale gangloffi         |
|  |                                 |
|  | Pachycephalosaurus wyomingensis |
|  |                                 |

|  | Sphaerotholus buchholtzae |
|  |                           |
|  | Sphaerotholus goodwini    |
|  |                           |

|  | Acrotholus audeti   |
|  |                     |
|  | Prenocephale prenes |
|  |                     |

|  | Alaskacephale gangloffi         |
|  |                                 |
|  | Pachycephalosaurus wyomingensis |
|  |                                 |

|  | Sphaerotholus buchholtzae |
|  |                           |
|  | Sphaerotholus goodwini    |
|  |                           |

|  | Alaskacephale gangloffi         |
|  |                                 |
|  | Pachycephalosaurus wyomingensis |
|  |                                 |

|  | Sphaerotholus buchholtzae |
|  |                           |
|  | Sphaerotholus goodwini    |
|  |                           |

|  | Acrotholus audeti   |
|  |                     |
|  | Prenocephale prenes |
|  |                     |

|  | Alaskacephale gangloffi         |
|  |                                 |
|  | Pachycephalosaurus wyomingensis |
|  |                                 |

|  | Sphaerotholus buchholtzae |
|  |                           |
|  | Sphaerotholus goodwini    |
|  |                           |

|  | Alaskacephale gangloffi         |
|  |                                 |
|  | Pachycephalosaurus wyomingensis |
|  |                                 |

|  | Sphaerotholus buchholtzae |
|  |                           |
|  | Sphaerotholus goodwini    |
|  |                           |

|  | Acrotholus audeti   |
|  |                     |
|  | Prenocephale prenes |
|  |                     |

|  | Alaskacephale gangloffi         |
|  |                                 |
|  | Pachycephalosaurus wyomingensis |
|  |                                 |

|  | Sphaerotholus buchholtzae |
|  |                           |
|  | Sphaerotholus goodwini    |
|  |                           |

|  | Alaskacephale gangloffi         |
|  |                                 |
|  | Pachycephalosaurus wyomingensis |
|  |                                 |

|  | Sphaerotholus buchholtzae |
|  |                           |
|  | Sphaerotholus goodwini    |
|  |                           |

|  | Acrotholus audeti   |
|  |                     |
|  | Prenocephale prenes |
|  |                     |

|  | Alaskacephale gangloffi         |
|  |                                 |
|  | Pachycephalosaurus wyomingensis |
|  |                                 |

|  | Sphaerotholus buchholtzae |
|  |                           |
|  | Sphaerotholus goodwini    |
|  |                           |

|  | Alaskacephale gangloffi         |
|  |                                 |
|  | Pachycephalosaurus wyomingensis |
|  |                                 |

|  | Sphaerotholus buchholtzae |
|  |                           |
|  | Sphaerotholus goodwini    |
|  |                           |

|  | Acrotholus audeti   |
|  |                     |
|  | Prenocephale prenes |
|  |                     |

|  | Alaskacephale gangloffi         |
|  |                                 |
|  | Pachycephalosaurus wyomingensis |
|  |                                 |

|  | Sphaerotholus buchholtzae |
|  |                           |
|  | Sphaerotholus goodwini    |
|  |                           |

|  | Alaskacephale gangloffi         |
|  |                                 |
|  | Pachycephalosaurus wyomingensis |
|  |                                 |

|  | Sphaerotholus buchholtzae |
|  |                           |
|  | Sphaerotholus goodwini    |
|  |                           |

|  | Acrotholus audeti   |
|  |                     |
|  | Prenocephale prenes |
|  |                     |

|  | Alaskacephale gangloffi         |
|  |                                 |
|  | Pachycephalosaurus wyomingensis |
|  |                                 |

|  | Sphaerotholus buchholtzae |
|  |                           |
|  | Sphaerotholus goodwini    |
|  |                           |

|  | Alaskacephale gangloffi         |
|  |                                 |
|  | Pachycephalosaurus wyomingensis |
|  |                                 |

|  | Sphaerotholus buchholtzae |
|  |                           |
|  | Sphaerotholus goodwini    |
|  |                           |

|  | Acrotholus audeti   |
|  |                     |
|  | Prenocephale prenes |
|  |                     |

|  | Alaskacephale gangloffi         |
|  |                                 |
|  | Pachycephalosaurus wyomingensis |
|  |                                 |

|  | Sphaerotholus buchholtzae |
|  |                           |
|  | Sphaerotholus goodwini    |
|  |                           |

|  | Alaskacephale gangloffi         |
|  |                                 |
|  | Pachycephalosaurus wyomingensis |
|  |                                 |

|  | Sphaerotholus buchholtzae |
|  |                           |
|  | Sphaerotholus goodwini    |
|  |                           |

|  | Acrotholus audeti   |
|  |                     |
|  | Prenocephale prenes |
|  |                     |

|  | Alaskacephale gangloffi         |
|  |                                 |
|  | Pachycephalosaurus wyomingensis |
|  |                                 |

|  | Sphaerotholus buchholtzae |
|  |                           |
|  | Sphaerotholus goodwini    |
|  |                           |

|  | Alaskacephale gangloffi         |
|  |                                 |
|  | Pachycephalosaurus wyomingensis |
|  |                                 |

|  | Sphaerotholus buchholtzae |
|  |                           |
|  | Sphaerotholus goodwini    |
|  |                           |

|  | Acrotholus audeti   |
|  |                     |
|  | Prenocephale prenes |
|  |                     |

|  | Alaskacephale gangloffi         |
|  |                                 |
|  | Pachycephalosaurus wyomingensis |
|  |                                 |

|  | Sphaerotholus buchholtzae |
|  |                           |
|  | Sphaerotholus goodwini    |
|  |                           |

|  | Alaskacephale gangloffi         |
|  |                                 |
|  | Pachycephalosaurus wyomingensis |
|  |                                 |

|  | Sphaerotholus buchholtzae |
|  |                           |
|  | Sphaerotholus goodwini    |
|  |                           |

|  | Acrotholus audeti   |
|  |                     |
|  | Prenocephale prenes |
|  |                     |

|  | Alaskacephale gangloffi         |
|  |                                 |
|  | Pachycephalosaurus wyomingensis |
|  |                                 |

|  | Sphaerotholus buchholtzae |
|  |                           |
|  | Sphaerotholus goodwini    |
|  |                           |

|  | Alaskacephale gangloffi         |
|  |                                 |
|  | Pachycephalosaurus wyomingensis |
|  |                                 |

|  | Sphaerotholus buchholtzae |
|  |                           |
|  | Sphaerotholus goodwini    |
|  |                           |

|  | Acrotholus audeti   |
|  |                     |
|  | Prenocephale prenes |
|  |                     |

|  | Alaskacephale gangloffi         |
|  |                                 |
|  | Pachycephalosaurus wyomingensis |
|  |                                 |

|  | Sphaerotholus buchholtzae |
|  |                           |
|  | Sphaerotholus goodwini    |
|  |                           |

|  | Alaskacephale gangloffi         |
|  |                                 |
|  | Pachycephalosaurus wyomingensis |
|  |                                 |

|  | Sphaerotholus buchholtzae |
|  |                           |
|  | Sphaerotholus goodwini    |
|  |                           |

|  | Acrotholus audeti   |
|  |                     |
|  | Prenocephale prenes |
|  |                     |

|  | Alaskacephale gangloffi         |
|  |                                 |
|  | Pachycephalosaurus wyomingensis |
|  |                                 |

|  | Sphaerotholus buchholtzae |
|  |                           |
|  | Sphaerotholus goodwini    |
|  |                           |

|  | Alaskacephale gangloffi         |
|  |                                 |
|  | Pachycephalosaurus wyomingensis |
|  |                                 |

|  | Sphaerotholus buchholtzae |
|  |                           |
|  | Sphaerotholus goodwini    |
|  |                           |

|  | Acrotholus audeti   |
|  |                     |
|  | Prenocephale prenes |
|  |                     |

|  | Alaskacephale gangloffi         |
|  |                                 |
|  | Pachycephalosaurus wyomingensis |
|  |                                 |

|  | Sphaerotholus buchholtzae |
|  |                           |
|  | Sphaerotholus goodwini    |
|  |                           |

|  | Alaskacephale gangloffi         |
|  |                                 |
|  | Pachycephalosaurus wyomingensis |
|  |                                 |

|  | Sphaerotholus buchholtzae |
|  |                           |
|  | Sphaerotholus goodwini    |
|  |                           |

|  | Acrotholus audeti   |
|  |                     |
|  | Prenocephale prenes |
|  |                     |

|  | Alaskacephale gangloffi         |
|  |                                 |
|  | Pachycephalosaurus wyomingensis |
|  |                                 |

|  | Sphaerotholus buchholtzae |
|  |                           |
|  | Sphaerotholus goodwini    |
|  |                           |

|  | Alaskacephale gangloffi         |
|  |                                 |
|  | Pachycephalosaurus wyomingensis |
|  |                                 |

|  | Sphaerotholus buchholtzae |
|  |                           |
|  | Sphaerotholus goodwini    |
|  |                           |

|  | Acrotholus audeti   |
|  |                     |
|  | Prenocephale prenes |
|  |                     |

|  | Alaskacephale gangloffi         |
|  |                                 |
|  | Pachycephalosaurus wyomingensis |
|  |                                 |

|  | Sphaerotholus buchholtzae |
|  |                           |
|  | Sphaerotholus goodwini    |
|  |                           |

|  | Alaskacephale gangloffi         |
|  |                                 |
|  | Pachycephalosaurus wyomingensis |
|  |                                 |

|  | Sphaerotholus buchholtzae |
|  |                           |
|  | Sphaerotholus goodwini    |
|  |                           |

|  | Acrotholus audeti   |
|  |                     |
|  | Prenocephale prenes |
|  |                     |

|  | Alaskacephale gangloffi         |
|  |                                 |
|  | Pachycephalosaurus wyomingensis |
|  |                                 |

|  | Sphaerotholus buchholtzae |
|  |                           |
|  | Sphaerotholus goodwini    |
|  |                           |

|  | Alaskacephale gangloffi         |
|  |                                 |
|  | Pachycephalosaurus wyomingensis |
|  |                                 |

|  | Sphaerotholus buchholtzae |
|  |                           |
|  | Sphaerotholus goodwini    |
|  |                           |

|  | Acrotholus audeti   |
|  |                     |
|  | Prenocephale prenes |
|  |                     |

|  | Alaskacephale gangloffi         |
|  |                                 |
|  | Pachycephalosaurus wyomingensis |
|  |                                 |

|  | Sphaerotholus buchholtzae |
|  |                           |
|  | Sphaerotholus goodwini    |
|  |                           |

|  | Alaskacephale gangloffi         |
|  |                                 |
|  | Pachycephalosaurus wyomingensis |
|  |                                 |

|  | Sphaerotholus buchholtzae |
|  |                           |
|  | Sphaerotholus goodwini    |
|  |                           |

|  | Acrotholus audeti   |
|  |                     |
|  | Prenocephale prenes |
|  |                     |

|  | Alaskacephale gangloffi         |
|  |                                 |
|  | Pachycephalosaurus wyomingensis |
|  |                                 |

|  | Sphaerotholus buchholtzae |
|  |                           |
|  | Sphaerotholus goodwini    |
|  |                           |

|  | Alaskacephale gangloffi         |
|  |                                 |
|  | Pachycephalosaurus wyomingensis |
|  |                                 |

|  | Sphaerotholus buchholtzae |
|  |                           |
|  | Sphaerotholus goodwini    |
|  |                           |

|  | Acrotholus audeti   |
|  |                     |
|  | Prenocephale prenes |
|  |                     |

|  | Alaskacephale gangloffi         |
|  |                                 |
|  | Pachycephalosaurus wyomingensis |
|  |                                 |

|  | Sphaerotholus buchholtzae |
|  |                           |
|  | Sphaerotholus goodwini    |
|  |                           |

|  | Alaskacephale gangloffi         |
|  |                                 |
|  | Pachycephalosaurus wyomingensis |
|  |                                 |

|  | Sphaerotholus buchholtzae |
|  |                           |
|  | Sphaerotholus goodwini    |
|  |                           |

|  | Acrotholus audeti   |
|  |                     |
|  | Prenocephale prenes |
|  |                     |

|  | Alaskacephale gangloffi         |
|  |                                 |
|  | Pachycephalosaurus wyomingensis |
|  |                                 |

|  | Sphaerotholus buchholtzae |
|  |                           |
|  | Sphaerotholus goodwini    |
|  |                           |

|  | Alaskacephale gangloffi         |
|  |                                 |
|  | Pachycephalosaurus wyomingensis |
|  |                                 |

|  | Sphaerotholus buchholtzae |
|  |                           |
|  | Sphaerotholus goodwini    |
|  |                           |

|  | Acrotholus audeti   |
|  |                     |
|  | Prenocephale prenes |
|  |                     |

|  | Alaskacephale gangloffi         |
|  |                                 |
|  | Pachycephalosaurus wyomingensis |
|  |                                 |

|  | Sphaerotholus buchholtzae |
|  |                           |
|  | Sphaerotholus goodwini    |
|  |                           |

|  | Alaskacephale gangloffi         |
|  |                                 |
|  | Pachycephalosaurus wyomingensis |
|  |                                 |

|  | Sphaerotholus buchholtzae |
|  |                           |
|  | Sphaerotholus goodwini    |
|  |                           |

|  | Acrotholus audeti   |
|  |                     |
|  | Prenocephale prenes |
|  |                     |

|  | Alaskacephale gangloffi         |
|  |                                 |
|  | Pachycephalosaurus wyomingensis |
|  |                                 |

|  | Sphaerotholus buchholtzae |
|  |                           |
|  | Sphaerotholus goodwini    |
|  |                           |

|  | Alaskacephale gangloffi         |
|  |                                 |
|  | Pachycephalosaurus wyomingensis |
|  |                                 |

|  | Sphaerotholus buchholtzae |
|  |                           |
|  | Sphaerotholus goodwini    |
|  |                           |

|  | Acrotholus audeti   |
|  |                     |
|  | Prenocephale prenes |
|  |                     |

|  | Alaskacephale gangloffi         |
|  |                                 |
|  | Pachycephalosaurus wyomingensis |
|  |                                 |

|  | Sphaerotholus buchholtzae |
|  |                           |
|  | Sphaerotholus goodwini    |
|  |                           |

|  | Alaskacephale gangloffi         |
|  |                                 |
|  | Pachycephalosaurus wyomingensis |
|  |                                 |

|  | Sphaerotholus buchholtzae |
|  |                           |
|  | Sphaerotholus goodwini    |
|  |                           |

|  | Acrotholus audeti   |
|  |                     |
|  | Prenocephale prenes |
|  |                     |

|  | Alaskacephale gangloffi         |
|  |                                 |
|  | Pachycephalosaurus wyomingensis |
|  |                                 |

|  | Sphaerotholus buchholtzae |
|  |                           |
|  | Sphaerotholus goodwini    |
|  |                           |

|  | Alaskacephale gangloffi         |
|  |                                 |
|  | Pachycephalosaurus wyomingensis |
|  |                                 |

|  | Sphaerotholus buchholtzae |
|  |                           |
|  | Sphaerotholus goodwini    |
|  |                           |

|  | Acrotholus audeti   |
|  |                     |
|  | Prenocephale prenes |
|  |                     |

|  | Alaskacephale gangloffi         |
|  |                                 |
|  | Pachycephalosaurus wyomingensis |
|  |                                 |

|  | Sphaerotholus buchholtzae |
|  |                           |
|  | Sphaerotholus goodwini    |
|  |                           |

|  | Alaskacephale gangloffi         |
|  |                                 |
|  | Pachycephalosaurus wyomingensis |
|  |                                 |

|  | Sphaerotholus buchholtzae |
|  |                           |
|  | Sphaerotholus goodwini    |
|  |                           |

|  | Acrotholus audeti   |
|  |                     |
|  | Prenocephale prenes |
|  |                     |

|  | Alaskacephale gangloffi         |
|  |                                 |
|  | Pachycephalosaurus wyomingensis |
|  |                                 |

|  | Sphaerotholus buchholtzae |
|  |                           |
|  | Sphaerotholus goodwini    |
|  |                           |

|  | Alaskacephale gangloffi         |
|  |                                 |
|  | Pachycephalosaurus wyomingensis |
|  |                                 |

|  | Sphaerotholus buchholtzae |
|  |                           |
|  | Sphaerotholus goodwini    |
|  |                           |

|  | Acrotholus audeti   |
|  |                     |
|  | Prenocephale prenes |
|  |                     |

|  | Alaskacephale gangloffi         |
|  |                                 |
|  | Pachycephalosaurus wyomingensis |
|  |                                 |

|  | Sphaerotholus buchholtzae |
|  |                           |
|  | Sphaerotholus goodwini    |
|  |                           |

|  | Alaskacephale gangloffi         |
|  |                                 |
|  | Pachycephalosaurus wyomingensis |
|  |                                 |

|  | Sphaerotholus buchholtzae |
|  |                           |
|  | Sphaerotholus goodwini    |
|  |                           |

|  | Acrotholus audeti   |
|  |                     |
|  | Prenocephale prenes |
|  |                     |

|  | Alaskacephale gangloffi         |
|  |                                 |
|  | Pachycephalosaurus wyomingensis |
|  |                                 |

|  | Sphaerotholus buchholtzae |
|  |                           |
|  | Sphaerotholus goodwini    |
|  |                           |

|  | Alaskacephale gangloffi         |
|  |                                 |
|  | Pachycephalosaurus wyomingensis |
|  |                                 |

|  | Sphaerotholus buchholtzae |
|  |                           |
|  | Sphaerotholus goodwini    |
|  |                           |

|  | Acrotholus audeti   |
|  |                     |
|  | Prenocephale prenes |
|  |                     |

|  | Alaskacephale gangloffi         |
|  |                                 |
|  | Pachycephalosaurus wyomingensis |
|  |                                 |

|  | Sphaerotholus buchholtzae |
|  |                           |
|  | Sphaerotholus goodwini    |
|  |                           |

|  | Alaskacephale gangloffi         |
|  |                                 |
|  | Pachycephalosaurus wyomingensis |
|  |                                 |

|  | Sphaerotholus buchholtzae |
|  |                           |
|  | Sphaerotholus goodwini    |
|  |                           |

|  | Acrotholus audeti   |
|  |                     |
|  | Prenocephale prenes |
|  |                     |

|  | Alaskacephale gangloffi         |
|  |                                 |
|  | Pachycephalosaurus wyomingensis |
|  |                                 |

|  | Sphaerotholus buchholtzae |
|  |                           |
|  | Sphaerotholus goodwini    |
|  |                           |

|  | Alaskacephale gangloffi         |
|  |                                 |
|  | Pachycephalosaurus wyomingensis |
|  |                                 |

|  | Sphaerotholus buchholtzae |
|  |                           |
|  | Sphaerotholus goodwini    |
|  |                           |

|  | Acrotholus audeti   |
|  |                     |
|  | Prenocephale prenes |
|  |                     |

|  | Alaskacephale gangloffi         |
|  |                                 |
|  | Pachycephalosaurus wyomingensis |
|  |                                 |

|  | Sphaerotholus buchholtzae |
|  |                           |
|  | Sphaerotholus goodwini    |
|  |                           |

|  | Alaskacephale gangloffi         |
|  |                                 |
|  | Pachycephalosaurus wyomingensis |
|  |                                 |

|  | Sphaerotholus buchholtzae |
|  |                           |
|  | Sphaerotholus goodwini    |
|  |                           |

|  | Acrotholus audeti   |
|  |                     |
|  | Prenocephale prenes |
|  |                     |

|  | Alaskacephale gangloffi         |
|  |                                 |
|  | Pachycephalosaurus wyomingensis |
|  |                                 |

|  | Sphaerotholus buchholtzae |
|  |                           |
|  | Sphaerotholus goodwini    |
|  |                           |

|  | Alaskacephale gangloffi         |
|  |                                 |
|  | Pachycephalosaurus wyomingensis |
|  |                                 |

|  | Sphaerotholus buchholtzae |
|  |                           |
|  | Sphaerotholus goodwini    |
|  |                           |

|  | Acrotholus audeti   |
|  |                     |
|  | Prenocephale prenes |
|  |                     |

|  | Alaskacephale gangloffi         |
|  |                                 |
|  | Pachycephalosaurus wyomingensis |
|  |                                 |

|  | Sphaerotholus buchholtzae |
|  |                           |
|  | Sphaerotholus goodwini    |
|  |                           |

|  | Alaskacephale gangloffi         |
|  |                                 |
|  | Pachycephalosaurus wyomingensis |
|  |                                 |

|  | Sphaerotholus buchholtzae |
|  |                           |
|  | Sphaerotholus goodwini    |
|  |                           |

|  | Acrotholus audeti   |
|  |                     |
|  | Prenocephale prenes |
|  |                     |

|  | Alaskacephale gangloffi         |
|  |                                 |
|  | Pachycephalosaurus wyomingensis |
|  |                                 |

|  | Sphaerotholus buchholtzae |
|  |                           |
|  | Sphaerotholus goodwini    |
|  |                           |

|  | Alaskacephale gangloffi         |
|  |                                 |
|  | Pachycephalosaurus wyomingensis |
|  |                                 |

|  | Sphaerotholus buchholtzae |
|  |                           |
|  | Sphaerotholus goodwini    |
|  |                           |

|  | Acrotholus audeti   |
|  |                     |
|  | Prenocephale prenes |
|  |                     |

|  | Alaskacephale gangloffi         |
|  |                                 |
|  | Pachycephalosaurus wyomingensis |
|  |                                 |

|  | Sphaerotholus buchholtzae |
|  |                           |
|  | Sphaerotholus goodwini    |
|  |                           |

|  | Alaskacephale gangloffi         |
|  |                                 |
|  | Pachycephalosaurus wyomingensis |
|  |                                 |

|  | Sphaerotholus buchholtzae |
|  |                           |
|  | Sphaerotholus goodwini    |
|  |                           |

|  | Acrotholus audeti   |
|  |                     |
|  | Prenocephale prenes |
|  |                     |

|  | Alaskacephale gangloffi         |
|  |                                 |
|  | Pachycephalosaurus wyomingensis |
|  |                                 |

|  | Sphaerotholus buchholtzae |
|  |                           |
|  | Sphaerotholus goodwini    |
|  |                           |

|  | Alaskacephale gangloffi         |
|  |                                 |
|  | Pachycephalosaurus wyomingensis |
|  |                                 |

|  | Sphaerotholus buchholtzae |
|  |                           |
|  | Sphaerotholus goodwini    |
|  |                           |

|  | Acrotholus audeti   |
|  |                     |
|  | Prenocephale prenes |
|  |                     |

|  | Alaskacephale gangloffi         |
|  |                                 |
|  | Pachycephalosaurus wyomingensis |
|  |                                 |

|  | Sphaerotholus buchholtzae |
|  |                           |
|  | Sphaerotholus goodwini    |
|  |                           |

|  | Alaskacephale gangloffi         |
|  |                                 |
|  | Pachycephalosaurus wyomingensis |
|  |                                 |

|  | Sphaerotholus buchholtzae |
|  |                           |
|  | Sphaerotholus goodwini    |
|  |                           |

|  | Acrotholus audeti   |
|  |                     |
|  | Prenocephale prenes |
|  |                     |

|  | Alaskacephale gangloffi         |
|  |                                 |
|  | Pachycephalosaurus wyomingensis |
|  |                                 |

|  | Sphaerotholus buchholtzae |
|  |                           |
|  | Sphaerotholus goodwini    |
|  |                           |

|  | Alaskacephale gangloffi         |
|  |                                 |
|  | Pachycephalosaurus wyomingensis |
|  |                                 |

|  | Sphaerotholus buchholtzae |
|  |                           |
|  | Sphaerotholus goodwini    |
|  |                           |

|  | Acrotholus audeti   |
|  |                     |
|  | Prenocephale prenes |
|  |                     |

|  | Alaskacephale gangloffi         |
|  |                                 |
|  | Pachycephalosaurus wyomingensis |
|  |                                 |

|  | Sphaerotholus buchholtzae |
|  |                           |
|  | Sphaerotholus goodwini    |
|  |                           |

|  | Alaskacephale gangloffi         |
|  |                                 |
|  | Pachycephalosaurus wyomingensis |
|  |                                 |

|  | Sphaerotholus buchholtzae |
|  |                           |
|  | Sphaerotholus goodwini    |
|  |                           |

|  | Acrotholus audeti   |
|  |                     |
|  | Prenocephale prenes |
|  |                     |

|  | Alaskacephale gangloffi         |
|  |                                 |
|  | Pachycephalosaurus wyomingensis |
|  |                                 |

|  | Sphaerotholus buchholtzae |
|  |                           |
|  | Sphaerotholus goodwini    |
|  |                           |

|  | Alaskacephale gangloffi         |
|  |                                 |
|  | Pachycephalosaurus wyomingensis |
|  |                                 |

|  | Sphaerotholus buchholtzae |
|  |                           |
|  | Sphaerotholus goodwini    |
|  |                           |

|  | Acrotholus audeti   |
|  |                     |
|  | Prenocephale prenes |
|  |                     |

|  | Alaskacephale gangloffi         |
|  |                                 |
|  | Pachycephalosaurus wyomingensis |
|  |                                 |

|  | Sphaerotholus buchholtzae |
|  |                           |
|  | Sphaerotholus goodwini    |
|  |                           |

|  | Alaskacephale gangloffi         |
|  |                                 |
|  | Pachycephalosaurus wyomingensis |
|  |                                 |

|  | Sphaerotholus buchholtzae |
|  |                           |
|  | Sphaerotholus goodwini    |
|  |                           |

|  | Acrotholus audeti   |
|  |                     |
|  | Prenocephale prenes |
|  |                     |

|  | Alaskacephale gangloffi         |
|  |                                 |
|  | Pachycephalosaurus wyomingensis |
|  |                                 |

|  | Sphaerotholus buchholtzae |
|  |                           |
|  | Sphaerotholus goodwini    |
|  |                           |

|  | Alaskacephale gangloffi         |
|  |                                 |
|  | Pachycephalosaurus wyomingensis |
|  |                                 |

|  | Sphaerotholus buchholtzae |
|  |                           |
|  | Sphaerotholus goodwini    |
|  |                           |

|  | Acrotholus audeti   |
|  |                     |
|  | Prenocephale prenes |
|  |                     |

|  | Alaskacephale gangloffi         |
|  |                                 |
|  | Pachycephalosaurus wyomingensis |
|  |                                 |

|  | Sphaerotholus buchholtzae |
|  |                           |
|  | Sphaerotholus goodwini    |
|  |                           |

|  | Alaskacephale gangloffi         |
|  |                                 |
|  | Pachycephalosaurus wyomingensis |
|  |                                 |

|  | Sphaerotholus buchholtzae |
|  |                           |
|  | Sphaerotholus goodwini    |
|  |                           |

|  | Acrotholus audeti   |
|  |                     |
|  | Prenocephale prenes |
|  |                     |

|  | Alaskacephale gangloffi         |
|  |                                 |
|  | Pachycephalosaurus wyomingensis |
|  |                                 |

|  | Sphaerotholus buchholtzae |
|  |                           |
|  | Sphaerotholus goodwini    |
|  |                           |

|  | Alaskacephale gangloffi         |
|  |                                 |
|  | Pachycephalosaurus wyomingensis |
|  |                                 |

|  | Sphaerotholus buchholtzae |
|  |                           |
|  | Sphaerotholus goodwini    |
|  |                           |

|  | Acrotholus audeti   |
|  |                     |
|  | Prenocephale prenes |
|  |                     |

|  | Alaskacephale gangloffi         |
|  |                                 |
|  | Pachycephalosaurus wyomingensis |
|  |                                 |

|  | Sphaerotholus buchholtzae |
|  |                           |
|  | Sphaerotholus goodwini    |
|  |                           |

|  | Alaskacephale gangloffi         |
|  |                                 |
|  | Pachycephalosaurus wyomingensis |
|  |                                 |

|  | Sphaerotholus buchholtzae |
|  |                           |
|  | Sphaerotholus goodwini    |
|  |                           |

|  | Acrotholus audeti   |
|  |                     |
|  | Prenocephale prenes |
|  |                     |

|  | Alaskacephale gangloffi         |
|  |                                 |
|  | Pachycephalosaurus wyomingensis |
|  |                                 |

|  | Sphaerotholus buchholtzae |
|  |                           |
|  | Sphaerotholus goodwini    |
|  |                           |

|  | Alaskacephale gangloffi         |
|  |                                 |
|  | Pachycephalosaurus wyomingensis |
|  |                                 |

|  | Sphaerotholus buchholtzae |
|  |                           |
|  | Sphaerotholus goodwini    |
|  |                           |

|  | Acrotholus audeti   |
|  |                     |
|  | Prenocephale prenes |
|  |                     |

|  | Alaskacephale gangloffi         |
|  |                                 |
|  | Pachycephalosaurus wyomingensis |
|  |                                 |

|  | Sphaerotholus buchholtzae |
|  |                           |
|  | Sphaerotholus goodwini    |
|  |                           |

|  | Alaskacephale gangloffi         |
|  |                                 |
|  | Pachycephalosaurus wyomingensis |
|  |                                 |

|  | Sphaerotholus buchholtzae |
|  |                           |
|  | Sphaerotholus goodwini    |
|  |                           |

|  | Acrotholus audeti   |
|  |                     |
|  | Prenocephale prenes |
|  |                     |

|  | Alaskacephale gangloffi         |
|  |                                 |
|  | Pachycephalosaurus wyomingensis |
|  |                                 |

|  | Sphaerotholus buchholtzae |
|  |                           |
|  | Sphaerotholus goodwini    |
|  |                           |

|  | Alaskacephale gangloffi         |
|  |                                 |
|  | Pachycephalosaurus wyomingensis |
|  |                                 |

|  | Sphaerotholus buchholtzae |
|  |                           |
|  | Sphaerotholus goodwini    |
|  |                           |

|  | Acrotholus audeti   |
|  |                     |
|  | Prenocephale prenes |
|  |                     |

|  | Alaskacephale gangloffi         |
|  |                                 |
|  | Pachycephalosaurus wyomingensis |
|  |                                 |

|  | Sphaerotholus buchholtzae |
|  |                           |
|  | Sphaerotholus goodwini    |
|  |                           |

|  | Alaskacephale gangloffi         |
|  |                                 |
|  | Pachycephalosaurus wyomingensis |
|  |                                 |

|  | Sphaerotholus buchholtzae |
|  |                           |
|  | Sphaerotholus goodwini    |
|  |                           |

|  | Acrotholus audeti   |
|  |                     |
|  | Prenocephale prenes |
|  |                     |

|  | Alaskacephale gangloffi         |
|  |                                 |
|  | Pachycephalosaurus wyomingensis |
|  |                                 |

|  | Sphaerotholus buchholtzae |
|  |                           |
|  | Sphaerotholus goodwini    |
|  |                           |

|  | Alaskacephale gangloffi         |
|  |                                 |
|  | Pachycephalosaurus wyomingensis |
|  |                                 |

|  | Sphaerotholus buchholtzae |
|  |                           |
|  | Sphaerotholus goodwini    |
|  |                           |

|  | Acrotholus audeti   |
|  |                     |
|  | Prenocephale prenes |
|  |                     |

|  | Alaskacephale gangloffi         |
|  |                                 |
|  | Pachycephalosaurus wyomingensis |
|  |                                 |

|  | Sphaerotholus buchholtzae |
|  |                           |
|  | Sphaerotholus goodwini    |
|  |                           |

|  | Alaskacephale gangloffi         |
|  |                                 |
|  | Pachycephalosaurus wyomingensis |
|  |                                 |

|  | Sphaerotholus buchholtzae |
|  |                           |
|  | Sphaerotholus goodwini    |
|  |                           |

|  | Acrotholus audeti   |
|  |                     |
|  | Prenocephale prenes |
|  |                     |

|  | Alaskacephale gangloffi         |
|  |                                 |
|  | Pachycephalosaurus wyomingensis |
|  |                                 |

|  | Sphaerotholus buchholtzae |
|  |                           |
|  | Sphaerotholus goodwini    |
|  |                           |

|  | Alaskacephale gangloffi         |
|  |                                 |
|  | Pachycephalosaurus wyomingensis |
|  |                                 |

|  | Sphaerotholus buchholtzae |
|  |                           |
|  | Sphaerotholus goodwini    |
|  |                           |

|  | Acrotholus audeti   |
|  |                     |
|  | Prenocephale prenes |
|  |                     |

|  | Alaskacephale gangloffi         |
|  |                                 |
|  | Pachycephalosaurus wyomingensis |
|  |                                 |

|  | Sphaerotholus buchholtzae |
|  |                           |
|  | Sphaerotholus goodwini    |
|  |                           |

|  | Alaskacephale gangloffi         |
|  |                                 |
|  | Pachycephalosaurus wyomingensis |
|  |                                 |

|  | Sphaerotholus buchholtzae |
|  |                           |
|  | Sphaerotholus goodwini    |
|  |                           |

|  | Acrotholus audeti   |
|  |                     |
|  | Prenocephale prenes |
|  |                     |

|  | Alaskacephale gangloffi         |
|  |                                 |
|  | Pachycephalosaurus wyomingensis |
|  |                                 |

|  | Sphaerotholus buchholtzae |
|  |                           |
|  | Sphaerotholus goodwini    |
|  |                           |

|  | Alaskacephale gangloffi         |
|  |                                 |
|  | Pachycephalosaurus wyomingensis |
|  |                                 |

|  | Sphaerotholus buchholtzae |
|  |                           |
|  | Sphaerotholus goodwini    |
|  |                           |

|  | Acrotholus audeti   |
|  |                     |
|  | Prenocephale prenes |
|  |                     |

|  | Alaskacephale gangloffi         |
|  |                                 |
|  | Pachycephalosaurus wyomingensis |
|  |                                 |

|  | Sphaerotholus buchholtzae |
|  |                           |
|  | Sphaerotholus goodwini    |
|  |                           |

|  | Alaskacephale gangloffi         |
|  |                                 |
|  | Pachycephalosaurus wyomingensis |
|  |                                 |

|  | Sphaerotholus buchholtzae |
|  |                           |
|  | Sphaerotholus goodwini    |
|  |                           |

|  | Acrotholus audeti   |
|  |                     |
|  | Prenocephale prenes |
|  |                     |

|  | Alaskacephale gangloffi         |
|  |                                 |
|  | Pachycephalosaurus wyomingensis |
|  |                                 |

|  | Sphaerotholus buchholtzae |
|  |                           |
|  | Sphaerotholus goodwini    |
|  |                           |

|  | Alaskacephale gangloffi         |
|  |                                 |
|  | Pachycephalosaurus wyomingensis |
|  |                                 |

|  | Sphaerotholus buchholtzae |
|  |                           |
|  | Sphaerotholus goodwini    |
|  |                           |

|  | Colepiocephale lambei    |
|  |                          |
|  | Hanssuesia sternbergi    |
|  |                          |
|  | Stegoceras novomexicanum |
|  |                          |
|  | Stegoceras validum       |
|  |                          |

|  | Acrotholus audeti   |
|  |                     |
|  | Prenocephale prenes |
|  |                     |

|  | Alaskacephale gangloffi         |
|  |                                 |
|  | Pachycephalosaurus wyomingensis |
|  |                                 |

|  | Sphaerotholus buchholtzae |
|  |                           |
|  | Sphaerotholus goodwini    |
|  |                           |

|  | Alaskacephale gangloffi         |
|  |                                 |
|  | Pachycephalosaurus wyomingensis |
|  |                                 |

|  | Sphaerotholus buchholtzae |
|  |                           |
|  | Sphaerotholus goodwini    |
|  |                           |

|  | Acrotholus audeti   |
|  |                     |
|  | Prenocephale prenes |
|  |                     |

|  | Alaskacephale gangloffi         |
|  |                                 |
|  | Pachycephalosaurus wyomingensis |
|  |                                 |

|  | Sphaerotholus buchholtzae |
|  |                           |
|  | Sphaerotholus goodwini    |
|  |                           |

|  | Alaskacephale gangloffi         |
|  |                                 |
|  | Pachycephalosaurus wyomingensis |
|  |                                 |

|  | Sphaerotholus buchholtzae |
|  |                           |
|  | Sphaerotholus goodwini    |
|  |                           |

|  | Acrotholus audeti   |
|  |                     |
|  | Prenocephale prenes |
|  |                     |

|  | Alaskacephale gangloffi         |
|  |                                 |
|  | Pachycephalosaurus wyomingensis |
|  |                                 |

|  | Sphaerotholus buchholtzae |
|  |                           |
|  | Sphaerotholus goodwini    |
|  |                           |

|  | Alaskacephale gangloffi         |
|  |                                 |
|  | Pachycephalosaurus wyomingensis |
|  |                                 |

|  | Sphaerotholus buchholtzae |
|  |                           |
|  | Sphaerotholus goodwini    |
|  |                           |

|  | Acrotholus audeti   |
|  |                     |
|  | Prenocephale prenes |
|  |                     |

|  | Alaskacephale gangloffi         |
|  |                                 |
|  | Pachycephalosaurus wyomingensis |
|  |                                 |

|  | Sphaerotholus buchholtzae |
|  |                           |
|  | Sphaerotholus goodwini    |
|  |                           |

|  | Alaskacephale gangloffi         |
|  |                                 |
|  | Pachycephalosaurus wyomingensis |
|  |                                 |

|  | Sphaerotholus buchholtzae |
|  |                           |
|  | Sphaerotholus goodwini    |
|  |                           |

|  | Acrotholus audeti   |
|  |                     |
|  | Prenocephale prenes |
|  |                     |

|  | Alaskacephale gangloffi         |
|  |                                 |
|  | Pachycephalosaurus wyomingensis |
|  |                                 |

|  | Sphaerotholus buchholtzae |
|  |                           |
|  | Sphaerotholus goodwini    |
|  |                           |

|  | Alaskacephale gangloffi         |
|  |                                 |
|  | Pachycephalosaurus wyomingensis |
|  |                                 |

|  | Sphaerotholus buchholtzae |
|  |                           |
|  | Sphaerotholus goodwini    |
|  |                           |

|  | Acrotholus audeti   |
|  |                     |
|  | Prenocephale prenes |
|  |                     |

|  | Alaskacephale gangloffi         |
|  |                                 |
|  | Pachycephalosaurus wyomingensis |
|  |                                 |

|  | Sphaerotholus buchholtzae |
|  |                           |
|  | Sphaerotholus goodwini    |
|  |                           |

|  | Alaskacephale gangloffi         |
|  |                                 |
|  | Pachycephalosaurus wyomingensis |
|  |                                 |

|  | Sphaerotholus buchholtzae |
|  |                           |
|  | Sphaerotholus goodwini    |
|  |                           |

|  | Acrotholus audeti   |
|  |                     |
|  | Prenocephale prenes |
|  |                     |

|  | Alaskacephale gangloffi         |
|  |                                 |
|  | Pachycephalosaurus wyomingensis |
|  |                                 |

|  | Sphaerotholus buchholtzae |
|  |                           |
|  | Sphaerotholus goodwini    |
|  |                           |

|  | Alaskacephale gangloffi         |
|  |                                 |
|  | Pachycephalosaurus wyomingensis |
|  |                                 |

|  | Sphaerotholus buchholtzae |
|  |                           |
|  | Sphaerotholus goodwini    |
|  |                           |

|  | Acrotholus audeti   |
|  |                     |
|  | Prenocephale prenes |
|  |                     |

|  | Alaskacephale gangloffi         |
|  |                                 |
|  | Pachycephalosaurus wyomingensis |
|  |                                 |

|  | Sphaerotholus buchholtzae |
|  |                           |
|  | Sphaerotholus goodwini    |
|  |                           |

|  | Alaskacephale gangloffi         |
|  |                                 |
|  | Pachycephalosaurus wyomingensis |
|  |                                 |

|  | Sphaerotholus buchholtzae |
|  |                           |
|  | Sphaerotholus goodwini    |
|  |                           |

|  | Acrotholus audeti   |
|  |                     |
|  | Prenocephale prenes |
|  |                     |

|  | Alaskacephale gangloffi         |
|  |                                 |
|  | Pachycephalosaurus wyomingensis |
|  |                                 |

|  | Sphaerotholus buchholtzae |
|  |                           |
|  | Sphaerotholus goodwini    |
|  |                           |

|  | Alaskacephale gangloffi         |
|  |                                 |
|  | Pachycephalosaurus wyomingensis |
|  |                                 |

|  | Sphaerotholus buchholtzae |
|  |                           |
|  | Sphaerotholus goodwini    |
|  |                           |

|  | Acrotholus audeti   |
|  |                     |
|  | Prenocephale prenes |
|  |                     |

|  | Alaskacephale gangloffi         |
|  |                                 |
|  | Pachycephalosaurus wyomingensis |
|  |                                 |

|  | Sphaerotholus buchholtzae |
|  |                           |
|  | Sphaerotholus goodwini    |
|  |                           |

|  | Alaskacephale gangloffi         |
|  |                                 |
|  | Pachycephalosaurus wyomingensis |
|  |                                 |

|  | Sphaerotholus buchholtzae |
|  |                           |
|  | Sphaerotholus goodwini    |
|  |                           |

|  | Acrotholus audeti   |
|  |                     |
|  | Prenocephale prenes |
|  |                     |

|  | Alaskacephale gangloffi         |
|  |                                 |
|  | Pachycephalosaurus wyomingensis |
|  |                                 |

|  | Sphaerotholus buchholtzae |
|  |                           |
|  | Sphaerotholus goodwini    |
|  |                           |

|  | Alaskacephale gangloffi         |
|  |                                 |
|  | Pachycephalosaurus wyomingensis |
|  |                                 |

|  | Sphaerotholus buchholtzae |
|  |                           |
|  | Sphaerotholus goodwini    |
|  |                           |

|  | Acrotholus audeti   |
|  |                     |
|  | Prenocephale prenes |
|  |                     |

|  | Alaskacephale gangloffi         |
|  |                                 |
|  | Pachycephalosaurus wyomingensis |
|  |                                 |

|  | Sphaerotholus buchholtzae |
|  |                           |
|  | Sphaerotholus goodwini    |
|  |                           |

|  | Alaskacephale gangloffi         |
|  |                                 |
|  | Pachycephalosaurus wyomingensis |
|  |                                 |

|  | Sphaerotholus buchholtzae |
|  |                           |
|  | Sphaerotholus goodwini    |
|  |                           |

|  | Acrotholus audeti   |
|  |                     |
|  | Prenocephale prenes |
|  |                     |

|  | Alaskacephale gangloffi         |
|  |                                 |
|  | Pachycephalosaurus wyomingensis |
|  |                                 |

|  | Sphaerotholus buchholtzae |
|  |                           |
|  | Sphaerotholus goodwini    |
|  |                           |

|  | Alaskacephale gangloffi         |
|  |                                 |
|  | Pachycephalosaurus wyomingensis |
|  |                                 |

|  | Sphaerotholus buchholtzae |
|  |                           |
|  | Sphaerotholus goodwini    |
|  |                           |

|  | Acrotholus audeti   |
|  |                     |
|  | Prenocephale prenes |
|  |                     |

|  | Alaskacephale gangloffi         |
|  |                                 |
|  | Pachycephalosaurus wyomingensis |
|  |                                 |

|  | Sphaerotholus buchholtzae |
|  |                           |
|  | Sphaerotholus goodwini    |
|  |                           |

|  | Alaskacephale gangloffi         |
|  |                                 |
|  | Pachycephalosaurus wyomingensis |
|  |                                 |

|  | Sphaerotholus buchholtzae |
|  |                           |
|  | Sphaerotholus goodwini    |
|  |                           |

|  | Acrotholus audeti   |
|  |                     |
|  | Prenocephale prenes |
|  |                     |

|  | Alaskacephale gangloffi         |
|  |                                 |
|  | Pachycephalosaurus wyomingensis |
|  |                                 |

|  | Sphaerotholus buchholtzae |
|  |                           |
|  | Sphaerotholus goodwini    |
|  |                           |

|  | Alaskacephale gangloffi         |
|  |                                 |
|  | Pachycephalosaurus wyomingensis |
|  |                                 |

|  | Sphaerotholus buchholtzae |
|  |                           |
|  | Sphaerotholus goodwini    |
|  |                           |

|  | Acrotholus audeti   |
|  |                     |
|  | Prenocephale prenes |
|  |                     |

|  | Alaskacephale gangloffi         |
|  |                                 |
|  | Pachycephalosaurus wyomingensis |
|  |                                 |

|  | Sphaerotholus buchholtzae |
|  |                           |
|  | Sphaerotholus goodwini    |
|  |                           |

|  | Alaskacephale gangloffi         |
|  |                                 |
|  | Pachycephalosaurus wyomingensis |
|  |                                 |

|  | Sphaerotholus buchholtzae |
|  |                           |
|  | Sphaerotholus goodwini    |
|  |                           |

|  | Acrotholus audeti   |
|  |                     |
|  | Prenocephale prenes |
|  |                     |

|  | Alaskacephale gangloffi         |
|  |                                 |
|  | Pachycephalosaurus wyomingensis |
|  |                                 |

|  | Sphaerotholus buchholtzae |
|  |                           |
|  | Sphaerotholus goodwini    |
|  |                           |

|  | Alaskacephale gangloffi         |
|  |                                 |
|  | Pachycephalosaurus wyomingensis |
|  |                                 |

|  | Sphaerotholus buchholtzae |
|  |                           |
|  | Sphaerotholus goodwini    |
|  |                           |

|  | Acrotholus audeti   |
|  |                     |
|  | Prenocephale prenes |
|  |                     |

|  | Alaskacephale gangloffi         |
|  |                                 |
|  | Pachycephalosaurus wyomingensis |
|  |                                 |

|  | Sphaerotholus buchholtzae |
|  |                           |
|  | Sphaerotholus goodwini    |
|  |                           |

|  | Alaskacephale gangloffi         |
|  |                                 |
|  | Pachycephalosaurus wyomingensis |
|  |                                 |

|  | Sphaerotholus buchholtzae |
|  |                           |
|  | Sphaerotholus goodwini    |
|  |                           |

|  | Acrotholus audeti   |
|  |                     |
|  | Prenocephale prenes |
|  |                     |

|  | Alaskacephale gangloffi         |
|  |                                 |
|  | Pachycephalosaurus wyomingensis |
|  |                                 |

|  | Sphaerotholus buchholtzae |
|  |                           |
|  | Sphaerotholus goodwini    |
|  |                           |

|  | Alaskacephale gangloffi         |
|  |                                 |
|  | Pachycephalosaurus wyomingensis |
|  |                                 |

|  | Sphaerotholus buchholtzae |
|  |                           |
|  | Sphaerotholus goodwini    |
|  |                           |

|  | Acrotholus audeti   |
|  |                     |
|  | Prenocephale prenes |
|  |                     |

|  | Alaskacephale gangloffi         |
|  |                                 |
|  | Pachycephalosaurus wyomingensis |
|  |                                 |

|  | Sphaerotholus buchholtzae |
|  |                           |
|  | Sphaerotholus goodwini    |
|  |                           |

|  | Alaskacephale gangloffi         |
|  |                                 |
|  | Pachycephalosaurus wyomingensis |
|  |                                 |

|  | Sphaerotholus buchholtzae |
|  |                           |
|  | Sphaerotholus goodwini    |
|  |                           |

|  | Acrotholus audeti   |
|  |                     |
|  | Prenocephale prenes |
|  |                     |

|  | Alaskacephale gangloffi         |
|  |                                 |
|  | Pachycephalosaurus wyomingensis |
|  |                                 |

|  | Sphaerotholus buchholtzae |
|  |                           |
|  | Sphaerotholus goodwini    |
|  |                           |

|  | Alaskacephale gangloffi         |
|  |                                 |
|  | Pachycephalosaurus wyomingensis |
|  |                                 |

|  | Sphaerotholus buchholtzae |
|  |                           |
|  | Sphaerotholus goodwini    |
|  |                           |

|  | Acrotholus audeti   |
|  |                     |
|  | Prenocephale prenes |
|  |                     |

|  | Alaskacephale gangloffi         |
|  |                                 |
|  | Pachycephalosaurus wyomingensis |
|  |                                 |

|  | Sphaerotholus buchholtzae |
|  |                           |
|  | Sphaerotholus goodwini    |
|  |                           |

|  | Alaskacephale gangloffi         |
|  |                                 |
|  | Pachycephalosaurus wyomingensis |
|  |                                 |

|  | Sphaerotholus buchholtzae |
|  |                           |
|  | Sphaerotholus goodwini    |
|  |                           |

|  | Acrotholus audeti   |
|  |                     |
|  | Prenocephale prenes |
|  |                     |

|  | Alaskacephale gangloffi         |
|  |                                 |
|  | Pachycephalosaurus wyomingensis |
|  |                                 |

|  | Sphaerotholus buchholtzae |
|  |                           |
|  | Sphaerotholus goodwini    |
|  |                           |

|  | Alaskacephale gangloffi         |
|  |                                 |
|  | Pachycephalosaurus wyomingensis |
|  |                                 |

|  | Sphaerotholus buchholtzae |
|  |                           |
|  | Sphaerotholus goodwini    |
|  |                           |

|  | Acrotholus audeti   |
|  |                     |
|  | Prenocephale prenes |
|  |                     |

|  | Alaskacephale gangloffi         |
|  |                                 |
|  | Pachycephalosaurus wyomingensis |
|  |                                 |

|  | Sphaerotholus buchholtzae |
|  |                           |
|  | Sphaerotholus goodwini    |
|  |                           |

|  | Alaskacephale gangloffi         |
|  |                                 |
|  | Pachycephalosaurus wyomingensis |
|  |                                 |

|  | Sphaerotholus buchholtzae |
|  |                           |
|  | Sphaerotholus goodwini    |
|  |                           |

|  | Acrotholus audeti   |
|  |                     |
|  | Prenocephale prenes |
|  |                     |

|  | Alaskacephale gangloffi         |
|  |                                 |
|  | Pachycephalosaurus wyomingensis |
|  |                                 |

|  | Sphaerotholus buchholtzae |
|  |                           |
|  | Sphaerotholus goodwini    |
|  |                           |

|  | Alaskacephale gangloffi         |
|  |                                 |
|  | Pachycephalosaurus wyomingensis |
|  |                                 |

|  | Sphaerotholus buchholtzae |
|  |                           |
|  | Sphaerotholus goodwini    |
|  |                           |

|  | Acrotholus audeti   |
|  |                     |
|  | Prenocephale prenes |
|  |                     |

|  | Alaskacephale gangloffi         |
|  |                                 |
|  | Pachycephalosaurus wyomingensis |
|  |                                 |

|  | Sphaerotholus buchholtzae |
|  |                           |
|  | Sphaerotholus goodwini    |
|  |                           |

|  | Alaskacephale gangloffi         |
|  |                                 |
|  | Pachycephalosaurus wyomingensis |
|  |                                 |

|  | Sphaerotholus buchholtzae |
|  |                           |
|  | Sphaerotholus goodwini    |
|  |                           |

|  | Acrotholus audeti   |
|  |                     |
|  | Prenocephale prenes |
|  |                     |

|  | Alaskacephale gangloffi         |
|  |                                 |
|  | Pachycephalosaurus wyomingensis |
|  |                                 |

|  | Sphaerotholus buchholtzae |
|  |                           |
|  | Sphaerotholus goodwini    |
|  |                           |

|  | Alaskacephale gangloffi         |
|  |                                 |
|  | Pachycephalosaurus wyomingensis |
|  |                                 |

|  | Sphaerotholus buchholtzae |
|  |                           |
|  | Sphaerotholus goodwini    |
|  |                           |

|  | Acrotholus audeti   |
|  |                     |
|  | Prenocephale prenes |
|  |                     |

|  | Alaskacephale gangloffi         |
|  |                                 |
|  | Pachycephalosaurus wyomingensis |
|  |                                 |

|  | Sphaerotholus buchholtzae |
|  |                           |
|  | Sphaerotholus goodwini    |
|  |                           |

|  | Alaskacephale gangloffi         |
|  |                                 |
|  | Pachycephalosaurus wyomingensis |
|  |                                 |

|  | Sphaerotholus buchholtzae |
|  |                           |
|  | Sphaerotholus goodwini    |
|  |                           |

|  | Acrotholus audeti   |
|  |                     |
|  | Prenocephale prenes |
|  |                     |

|  | Alaskacephale gangloffi         |
|  |                                 |
|  | Pachycephalosaurus wyomingensis |
|  |                                 |

|  | Sphaerotholus buchholtzae |
|  |                           |
|  | Sphaerotholus goodwini    |
|  |                           |

|  | Alaskacephale gangloffi         |
|  |                                 |
|  | Pachycephalosaurus wyomingensis |
|  |                                 |

|  | Sphaerotholus buchholtzae |
|  |                           |
|  | Sphaerotholus goodwini    |
|  |                           |

|  | Acrotholus audeti   |
|  |                     |
|  | Prenocephale prenes |
|  |                     |

|  | Alaskacephale gangloffi         |
|  |                                 |
|  | Pachycephalosaurus wyomingensis |
|  |                                 |

|  | Sphaerotholus buchholtzae |
|  |                           |
|  | Sphaerotholus goodwini    |
|  |                           |

|  | Alaskacephale gangloffi         |
|  |                                 |
|  | Pachycephalosaurus wyomingensis |
|  |                                 |

|  | Sphaerotholus buchholtzae |
|  |                           |
|  | Sphaerotholus goodwini    |
|  |                           |

|  | Acrotholus audeti   |
|  |                     |
|  | Prenocephale prenes |
|  |                     |

|  | Alaskacephale gangloffi         |
|  |                                 |
|  | Pachycephalosaurus wyomingensis |
|  |                                 |

|  | Sphaerotholus buchholtzae |
|  |                           |
|  | Sphaerotholus goodwini    |
|  |                           |

|  | Alaskacephale gangloffi         |
|  |                                 |
|  | Pachycephalosaurus wyomingensis |
|  |                                 |

|  | Sphaerotholus buchholtzae |
|  |                           |
|  | Sphaerotholus goodwini    |
|  |                           |

|  | Acrotholus audeti   |
|  |                     |
|  | Prenocephale prenes |
|  |                     |

|  | Alaskacephale gangloffi         |
|  |                                 |
|  | Pachycephalosaurus wyomingensis |
|  |                                 |

|  | Sphaerotholus buchholtzae |
|  |                           |
|  | Sphaerotholus goodwini    |
|  |                           |

|  | Alaskacephale gangloffi         |
|  |                                 |
|  | Pachycephalosaurus wyomingensis |
|  |                                 |

|  | Sphaerotholus buchholtzae |
|  |                           |
|  | Sphaerotholus goodwini    |
|  |                           |

|  | Acrotholus audeti   |
|  |                     |
|  | Prenocephale prenes |
|  |                     |

|  | Alaskacephale gangloffi         |
|  |                                 |
|  | Pachycephalosaurus wyomingensis |
|  |                                 |

|  | Sphaerotholus buchholtzae |
|  |                           |
|  | Sphaerotholus goodwini    |
|  |                           |

|  | Alaskacephale gangloffi         |
|  |                                 |
|  | Pachycephalosaurus wyomingensis |
|  |                                 |

|  | Sphaerotholus buchholtzae |
|  |                           |
|  | Sphaerotholus goodwini    |
|  |                           |

|  | Acrotholus audeti   |
|  |                     |
|  | Prenocephale prenes |
|  |                     |

|  | Alaskacephale gangloffi         |
|  |                                 |
|  | Pachycephalosaurus wyomingensis |
|  |                                 |

|  | Sphaerotholus buchholtzae |
|  |                           |
|  | Sphaerotholus goodwini    |
|  |                           |

|  | Alaskacephale gangloffi         |
|  |                                 |
|  | Pachycephalosaurus wyomingensis |
|  |                                 |

|  | Sphaerotholus buchholtzae |
|  |                           |
|  | Sphaerotholus goodwini    |
|  |                           |

|  | Acrotholus audeti   |
|  |                     |
|  | Prenocephale prenes |
|  |                     |

|  | Alaskacephale gangloffi         |
|  |                                 |
|  | Pachycephalosaurus wyomingensis |
|  |                                 |

|  | Sphaerotholus buchholtzae |
|  |                           |
|  | Sphaerotholus goodwini    |
|  |                           |

|  | Alaskacephale gangloffi         |
|  |                                 |
|  | Pachycephalosaurus wyomingensis |
|  |                                 |

|  | Sphaerotholus buchholtzae |
|  |                           |
|  | Sphaerotholus goodwini    |
|  |                           |

|  | Acrotholus audeti   |
|  |                     |
|  | Prenocephale prenes |
|  |                     |

|  | Alaskacephale gangloffi         |
|  |                                 |
|  | Pachycephalosaurus wyomingensis |
|  |                                 |

|  | Sphaerotholus buchholtzae |
|  |                           |
|  | Sphaerotholus goodwini    |
|  |                           |

|  | Alaskacephale gangloffi         |
|  |                                 |
|  | Pachycephalosaurus wyomingensis |
|  |                                 |

|  | Sphaerotholus buchholtzae |
|  |                           |
|  | Sphaerotholus goodwini    |
|  |                           |

|  | Acrotholus audeti   |
|  |                     |
|  | Prenocephale prenes |
|  |                     |

|  | Alaskacephale gangloffi         |
|  |                                 |
|  | Pachycephalosaurus wyomingensis |
|  |                                 |

|  | Sphaerotholus buchholtzae |
|  |                           |
|  | Sphaerotholus goodwini    |
|  |                           |

|  | Alaskacephale gangloffi         |
|  |                                 |
|  | Pachycephalosaurus wyomingensis |
|  |                                 |

|  | Sphaerotholus buchholtzae |
|  |                           |
|  | Sphaerotholus goodwini    |
|  |                           |

|  | Acrotholus audeti   |
|  |                     |
|  | Prenocephale prenes |
|  |                     |

|  | Alaskacephale gangloffi         |
|  |                                 |
|  | Pachycephalosaurus wyomingensis |
|  |                                 |

|  | Sphaerotholus buchholtzae |
|  |                           |
|  | Sphaerotholus goodwini    |
|  |                           |

|  | Alaskacephale gangloffi         |
|  |                                 |
|  | Pachycephalosaurus wyomingensis |
|  |                                 |

|  | Sphaerotholus buchholtzae |
|  |                           |
|  | Sphaerotholus goodwini    |
|  |                           |

|  | Acrotholus audeti   |
|  |                     |
|  | Prenocephale prenes |
|  |                     |

|  | Alaskacephale gangloffi         |
|  |                                 |
|  | Pachycephalosaurus wyomingensis |
|  |                                 |

|  | Sphaerotholus buchholtzae |
|  |                           |
|  | Sphaerotholus goodwini    |
|  |                           |

|  | Alaskacephale gangloffi         |
|  |                                 |
|  | Pachycephalosaurus wyomingensis |
|  |                                 |

|  | Sphaerotholus buchholtzae |
|  |                           |
|  | Sphaerotholus goodwini    |
|  |                           |

|  | Acrotholus audeti   |
|  |                     |
|  | Prenocephale prenes |
|  |                     |

|  | Alaskacephale gangloffi         |
|  |                                 |
|  | Pachycephalosaurus wyomingensis |
|  |                                 |

|  | Sphaerotholus buchholtzae |
|  |                           |
|  | Sphaerotholus goodwini    |
|  |                           |

|  | Alaskacephale gangloffi         |
|  |                                 |
|  | Pachycephalosaurus wyomingensis |
|  |                                 |

|  | Sphaerotholus buchholtzae |
|  |                           |
|  | Sphaerotholus goodwini    |
|  |                           |

|  | Acrotholus audeti   |
|  |                     |
|  | Prenocephale prenes |
|  |                     |

|  | Alaskacephale gangloffi         |
|  |                                 |
|  | Pachycephalosaurus wyomingensis |
|  |                                 |

|  | Sphaerotholus buchholtzae |
|  |                           |
|  | Sphaerotholus goodwini    |
|  |                           |

|  | Alaskacephale gangloffi         |
|  |                                 |
|  | Pachycephalosaurus wyomingensis |
|  |                                 |

|  | Sphaerotholus buchholtzae |
|  |                           |
|  | Sphaerotholus goodwini    |
|  |                           |

|  | Acrotholus audeti   |
|  |                     |
|  | Prenocephale prenes |
|  |                     |

|  | Alaskacephale gangloffi         |
|  |                                 |
|  | Pachycephalosaurus wyomingensis |
|  |                                 |

|  | Sphaerotholus buchholtzae |
|  |                           |
|  | Sphaerotholus goodwini    |
|  |                           |

|  | Alaskacephale gangloffi         |
|  |                                 |
|  | Pachycephalosaurus wyomingensis |
|  |                                 |

|  | Sphaerotholus buchholtzae |
|  |                           |
|  | Sphaerotholus goodwini    |
|  |                           |

|  | Acrotholus audeti   |
|  |                     |
|  | Prenocephale prenes |
|  |                     |

|  | Alaskacephale gangloffi         |
|  |                                 |
|  | Pachycephalosaurus wyomingensis |
|  |                                 |

|  | Sphaerotholus buchholtzae |
|  |                           |
|  | Sphaerotholus goodwini    |
|  |                           |

|  | Alaskacephale gangloffi         |
|  |                                 |
|  | Pachycephalosaurus wyomingensis |
|  |                                 |

|  | Sphaerotholus buchholtzae |
|  |                           |
|  | Sphaerotholus goodwini    |
|  |                           |

|  | Acrotholus audeti   |
|  |                     |
|  | Prenocephale prenes |
|  |                     |

|  | Alaskacephale gangloffi         |
|  |                                 |
|  | Pachycephalosaurus wyomingensis |
|  |                                 |

|  | Sphaerotholus buchholtzae |
|  |                           |
|  | Sphaerotholus goodwini    |
|  |                           |

|  | Alaskacephale gangloffi         |
|  |                                 |
|  | Pachycephalosaurus wyomingensis |
|  |                                 |

|  | Sphaerotholus buchholtzae |
|  |                           |
|  | Sphaerotholus goodwini    |
|  |                           |

|  | Acrotholus audeti   |
|  |                     |
|  | Prenocephale prenes |
|  |                     |

|  | Alaskacephale gangloffi         |
|  |                                 |
|  | Pachycephalosaurus wyomingensis |
|  |                                 |

|  | Sphaerotholus buchholtzae |
|  |                           |
|  | Sphaerotholus goodwini    |
|  |                           |

|  | Alaskacephale gangloffi         |
|  |                                 |
|  | Pachycephalosaurus wyomingensis |
|  |                                 |

|  | Sphaerotholus buchholtzae |
|  |                           |
|  | Sphaerotholus goodwini    |
|  |                           |

|  | Acrotholus audeti   |
|  |                     |
|  | Prenocephale prenes |
|  |                     |

|  | Alaskacephale gangloffi         |
|  |                                 |
|  | Pachycephalosaurus wyomingensis |
|  |                                 |

|  | Sphaerotholus buchholtzae |
|  |                           |
|  | Sphaerotholus goodwini    |
|  |                           |

|  | Alaskacephale gangloffi         |
|  |                                 |
|  | Pachycephalosaurus wyomingensis |
|  |                                 |

|  | Sphaerotholus buchholtzae |
|  |                           |
|  | Sphaerotholus goodwini    |
|  |                           |

|  | Acrotholus audeti   |
|  |                     |
|  | Prenocephale prenes |
|  |                     |

|  | Alaskacephale gangloffi         |
|  |                                 |
|  | Pachycephalosaurus wyomingensis |
|  |                                 |

|  | Sphaerotholus buchholtzae |
|  |                           |
|  | Sphaerotholus goodwini    |
|  |                           |

|  | Alaskacephale gangloffi         |
|  |                                 |
|  | Pachycephalosaurus wyomingensis |
|  |                                 |

|  | Sphaerotholus buchholtzae |
|  |                           |
|  | Sphaerotholus goodwini    |
|  |                           |

|  | Acrotholus audeti   |
|  |                     |
|  | Prenocephale prenes |
|  |                     |

|  | Alaskacephale gangloffi         |
|  |                                 |
|  | Pachycephalosaurus wyomingensis |
|  |                                 |

|  | Sphaerotholus buchholtzae |
|  |                           |
|  | Sphaerotholus goodwini    |
|  |                           |

|  | Alaskacephale gangloffi         |
|  |                                 |
|  | Pachycephalosaurus wyomingensis |
|  |                                 |

|  | Sphaerotholus buchholtzae |
|  |                           |
|  | Sphaerotholus goodwini    |
|  |                           |

|  | Acrotholus audeti   |
|  |                     |
|  | Prenocephale prenes |
|  |                     |

|  | Alaskacephale gangloffi         |
|  |                                 |
|  | Pachycephalosaurus wyomingensis |
|  |                                 |

|  | Sphaerotholus buchholtzae |
|  |                           |
|  | Sphaerotholus goodwini    |
|  |                           |

|  | Alaskacephale gangloffi         |
|  |                                 |
|  | Pachycephalosaurus wyomingensis |
|  |                                 |

|  | Sphaerotholus buchholtzae |
|  |                           |
|  | Sphaerotholus goodwini    |
|  |                           |

|  | Acrotholus audeti   |
|  |                     |
|  | Prenocephale prenes |
|  |                     |

|  | Alaskacephale gangloffi         |
|  |                                 |
|  | Pachycephalosaurus wyomingensis |
|  |                                 |

|  | Sphaerotholus buchholtzae |
|  |                           |
|  | Sphaerotholus goodwini    |
|  |                           |

|  | Alaskacephale gangloffi         |
|  |                                 |
|  | Pachycephalosaurus wyomingensis |
|  |                                 |

|  | Sphaerotholus buchholtzae |
|  |                           |
|  | Sphaerotholus goodwini    |
|  |                           |

|  | Acrotholus audeti   |
|  |                     |
|  | Prenocephale prenes |
|  |                     |

|  | Alaskacephale gangloffi         |
|  |                                 |
|  | Pachycephalosaurus wyomingensis |
|  |                                 |

|  | Sphaerotholus buchholtzae |
|  |                           |
|  | Sphaerotholus goodwini    |
|  |                           |

|  | Alaskacephale gangloffi         |
|  |                                 |
|  | Pachycephalosaurus wyomingensis |
|  |                                 |

|  | Sphaerotholus buchholtzae |
|  |                           |
|  | Sphaerotholus goodwini    |
|  |                           |

|  | Acrotholus audeti   |
|  |                     |
|  | Prenocephale prenes |
|  |                     |

|  | Alaskacephale gangloffi         |
|  |                                 |
|  | Pachycephalosaurus wyomingensis |
|  |                                 |

|  | Sphaerotholus buchholtzae |
|  |                           |
|  | Sphaerotholus goodwini    |
|  |                           |

|  | Alaskacephale gangloffi         |
|  |                                 |
|  | Pachycephalosaurus wyomingensis |
|  |                                 |

|  | Sphaerotholus buchholtzae |
|  |                           |
|  | Sphaerotholus goodwini    |
|  |                           |

|  | Acrotholus audeti   |
|  |                     |
|  | Prenocephale prenes |
|  |                     |

|  | Alaskacephale gangloffi         |
|  |                                 |
|  | Pachycephalosaurus wyomingensis |
|  |                                 |

|  | Sphaerotholus buchholtzae |
|  |                           |
|  | Sphaerotholus goodwini    |
|  |                           |

|  | Alaskacephale gangloffi         |
|  |                                 |
|  | Pachycephalosaurus wyomingensis |
|  |                                 |

|  | Sphaerotholus buchholtzae |
|  |                           |
|  | Sphaerotholus goodwini    |
|  |                           |

|  | Acrotholus audeti   |
|  |                     |
|  | Prenocephale prenes |
|  |                     |

|  | Alaskacephale gangloffi         |
|  |                                 |
|  | Pachycephalosaurus wyomingensis |
|  |                                 |

|  | Sphaerotholus buchholtzae |
|  |                           |
|  | Sphaerotholus goodwini    |
|  |                           |

|  | Alaskacephale gangloffi         |
|  |                                 |
|  | Pachycephalosaurus wyomingensis |
|  |                                 |

|  | Sphaerotholus buchholtzae |
|  |                           |
|  | Sphaerotholus goodwini    |
|  |                           |

|  | Acrotholus audeti   |
|  |                     |
|  | Prenocephale prenes |
|  |                     |

|  | Alaskacephale gangloffi         |
|  |                                 |
|  | Pachycephalosaurus wyomingensis |
|  |                                 |

|  | Sphaerotholus buchholtzae |
|  |                           |
|  | Sphaerotholus goodwini    |
|  |                           |

|  | Alaskacephale gangloffi         |
|  |                                 |
|  | Pachycephalosaurus wyomingensis |
|  |                                 |

|  | Sphaerotholus buchholtzae |
|  |                           |
|  | Sphaerotholus goodwini    |
|  |                           |

|  | Acrotholus audeti   |
|  |                     |
|  | Prenocephale prenes |
|  |                     |

|  | Alaskacephale gangloffi         |
|  |                                 |
|  | Pachycephalosaurus wyomingensis |
|  |                                 |

|  | Sphaerotholus buchholtzae |
|  |                           |
|  | Sphaerotholus goodwini    |
|  |                           |

|  | Alaskacephale gangloffi         |
|  |                                 |
|  | Pachycephalosaurus wyomingensis |
|  |                                 |

|  | Sphaerotholus buchholtzae |
|  |                           |
|  | Sphaerotholus goodwini    |
|  |                           |

|  | Acrotholus audeti   |
|  |                     |
|  | Prenocephale prenes |
|  |                     |

|  | Alaskacephale gangloffi         |
|  |                                 |
|  | Pachycephalosaurus wyomingensis |
|  |                                 |

|  | Sphaerotholus buchholtzae |
|  |                           |
|  | Sphaerotholus goodwini    |
|  |                           |

|  | Alaskacephale gangloffi         |
|  |                                 |
|  | Pachycephalosaurus wyomingensis |
|  |                                 |

|  | Sphaerotholus buchholtzae |
|  |                           |
|  | Sphaerotholus goodwini    |
|  |                           |

|  | Acrotholus audeti   |
|  |                     |
|  | Prenocephale prenes |
|  |                     |

|  | Alaskacephale gangloffi         |
|  |                                 |
|  | Pachycephalosaurus wyomingensis |
|  |                                 |

|  | Sphaerotholus buchholtzae |
|  |                           |
|  | Sphaerotholus goodwini    |
|  |                           |

|  | Alaskacephale gangloffi         |
|  |                                 |
|  | Pachycephalosaurus wyomingensis |
|  |                                 |

|  | Sphaerotholus buchholtzae |
|  |                           |
|  | Sphaerotholus goodwini    |
|  |                           |

|  | Acrotholus audeti   |
|  |                     |
|  | Prenocephale prenes |
|  |                     |

|  | Alaskacephale gangloffi         |
|  |                                 |
|  | Pachycephalosaurus wyomingensis |
|  |                                 |

|  | Sphaerotholus buchholtzae |
|  |                           |
|  | Sphaerotholus goodwini    |
|  |                           |

|  | Alaskacephale gangloffi         |
|  |                                 |
|  | Pachycephalosaurus wyomingensis |
|  |                                 |

|  | Sphaerotholus buchholtzae |
|  |                           |
|  | Sphaerotholus goodwini    |
|  |                           |

|  | Acrotholus audeti   |
|  |                     |
|  | Prenocephale prenes |
|  |                     |

|  | Alaskacephale gangloffi         |
|  |                                 |
|  | Pachycephalosaurus wyomingensis |
|  |                                 |

|  | Sphaerotholus buchholtzae |
|  |                           |
|  | Sphaerotholus goodwini    |
|  |                           |

|  | Alaskacephale gangloffi         |
|  |                                 |
|  | Pachycephalosaurus wyomingensis |
|  |                                 |

|  | Sphaerotholus buchholtzae |
|  |                           |
|  | Sphaerotholus goodwini    |
|  |                           |

|  | Acrotholus audeti   |
|  |                     |
|  | Prenocephale prenes |
|  |                     |

|  | Alaskacephale gangloffi         |
|  |                                 |
|  | Pachycephalosaurus wyomingensis |
|  |                                 |

|  | Sphaerotholus buchholtzae |
|  |                           |
|  | Sphaerotholus goodwini    |
|  |                           |

|  | Alaskacephale gangloffi         |
|  |                                 |
|  | Pachycephalosaurus wyomingensis |
|  |                                 |

|  | Sphaerotholus buchholtzae |
|  |                           |
|  | Sphaerotholus goodwini    |
|  |                           |

|  | Acrotholus audeti   |
|  |                     |
|  | Prenocephale prenes |
|  |                     |

|  | Alaskacephale gangloffi         |
|  |                                 |
|  | Pachycephalosaurus wyomingensis |
|  |                                 |

|  | Sphaerotholus buchholtzae |
|  |                           |
|  | Sphaerotholus goodwini    |
|  |                           |

|  | Alaskacephale gangloffi         |
|  |                                 |
|  | Pachycephalosaurus wyomingensis |
|  |                                 |

|  | Sphaerotholus buchholtzae |
|  |                           |
|  | Sphaerotholus goodwini    |
|  |                           |

|  | Acrotholus audeti   |
|  |                     |
|  | Prenocephale prenes |
|  |                     |

|  | Alaskacephale gangloffi         |
|  |                                 |
|  | Pachycephalosaurus wyomingensis |
|  |                                 |

|  | Sphaerotholus buchholtzae |
|  |                           |
|  | Sphaerotholus goodwini    |
|  |                           |

|  | Alaskacephale gangloffi         |
|  |                                 |
|  | Pachycephalosaurus wyomingensis |
|  |                                 |

|  | Sphaerotholus buchholtzae |
|  |                           |
|  | Sphaerotholus goodwini    |
|  |                           |

|  | Acrotholus audeti   |
|  |                     |
|  | Prenocephale prenes |
|  |                     |

|  | Alaskacephale gangloffi         |
|  |                                 |
|  | Pachycephalosaurus wyomingensis |
|  |                                 |

|  | Sphaerotholus buchholtzae |
|  |                           |
|  | Sphaerotholus goodwini    |
|  |                           |

|  | Alaskacephale gangloffi         |
|  |                                 |
|  | Pachycephalosaurus wyomingensis |
|  |                                 |

|  | Sphaerotholus buchholtzae |
|  |                           |
|  | Sphaerotholus goodwini    |
|  |                           |